# Список творів Людвіга ван Бетховена

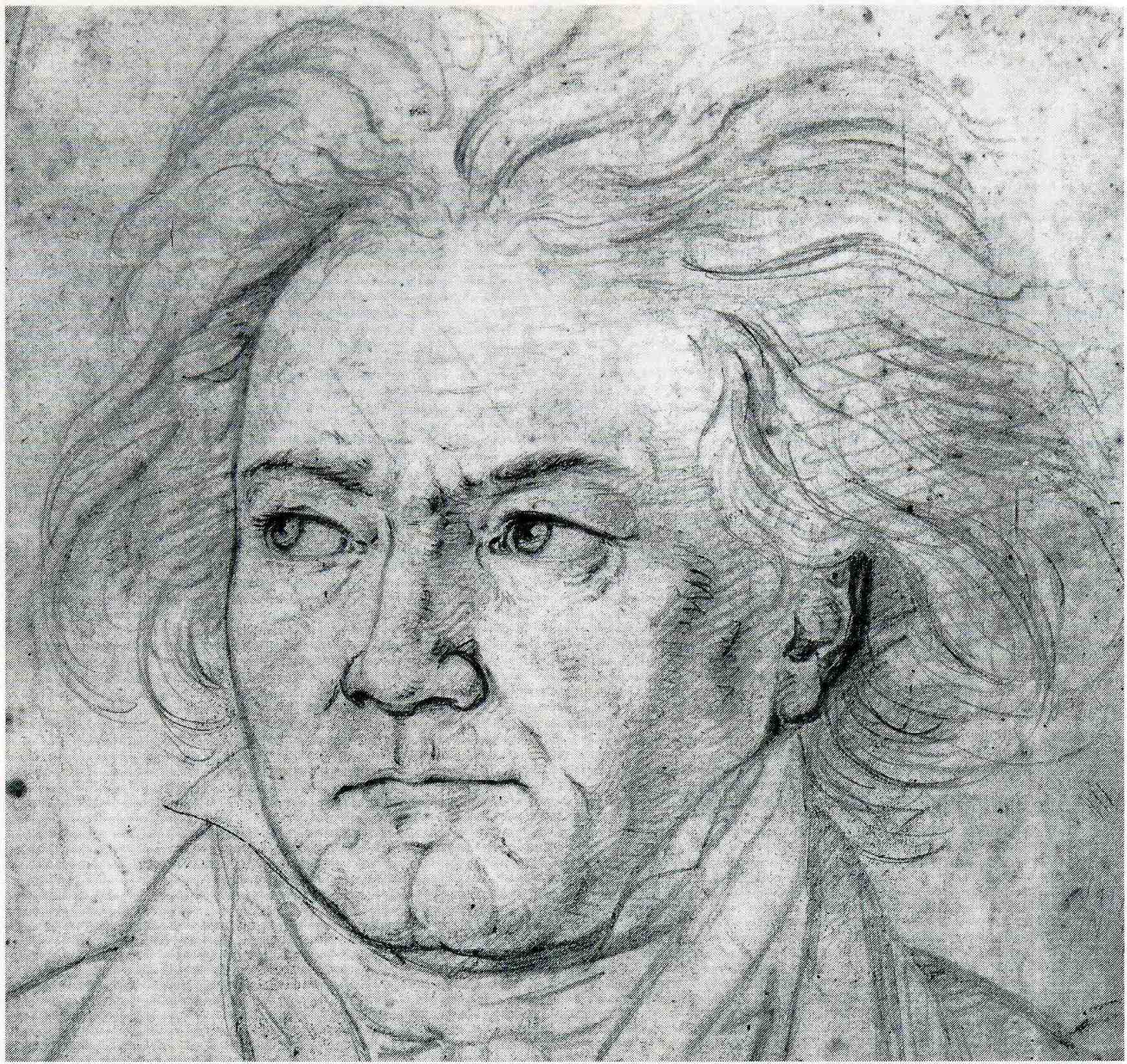
Бетховен в 1818 році, малюнок Августа фон Клобера

Нижче подано два списки музичних творів Людвіга ван Бетховена (1770—1827). Перший список впорядковано за жанрами, а другий — за опусом. У дужках дата створення або публікації.
Твори Бетховена нумеруються в різні способи: нумерація за опусом або «твором» (скорочено «op.», або українською — «тв.»), яка використовувалася видавцями ще за життя композитора, і нумерація за жанром. Наприклад, 24-та опублікована фортепіанна соната Бетховена, видана як op. 78, може називатися «Соната для фортепіано № 24» або «Соната для фортепіано, тв. 78» Бетховена. Іноді, якщо твір є єдиним серед композицій даного жанру, написаним в даній тональністі, він може називатися за його тональністю — наприклад, «Соната для фортепіано фа-дієз мажор».
Що стосується неопублікованих творів, переважна більшість з них позначена або «WoO», або «Anh». Наприклад, невеликий твір фортепіано, відомий під назвою «До Елізи», має назву «Багатель ля мінор WoO 59».
Деякі роботи мають придумані пізніше назви, такі як «Героїчна» симфонія або «Місячна соната».

## Список творів за жанрами

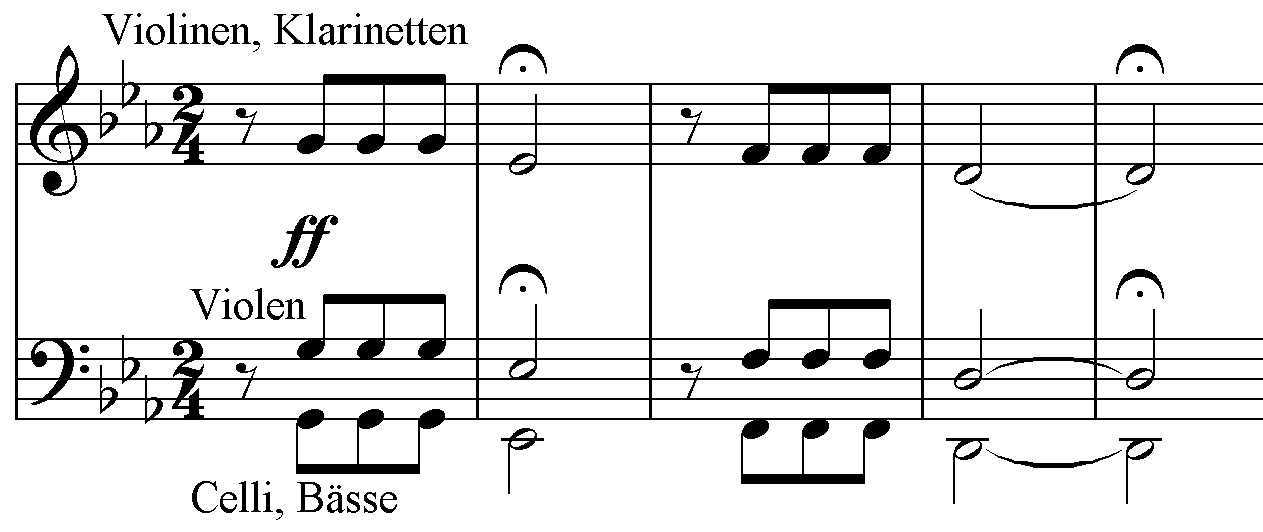
Початок симфонії № 5 до мінор

### Твори для оркестру
Бетховен створив дев'ять симфоній, дев'ять концертів і інші композиції для оркестру, від увертюр до різного роду театральної музики. Серед концертів найбільш відомі сім (один скрипковий, п'ять фортепіанних, один т. зв. «потрійний» для скрипки, віолончелі і фортепіано); інші два — це: неопублікований, ранній фортепіанний концерт WoO 4 і фортепіанне перекладення скрипкового концерту op. 61 (позначений як op. 61a).

#### Симфонії
- Op. 21: Симфонія № 1 до мажор (написана з 1799 по 1800, прем'єра 1800)
- Op. 36: Симфонія № 2 ре мажор (написана з 1801 по 1802 рік, прем'єра 1803)
- Op. 55: Симфонія № 3 мі-бемоль мажор («Героїчна») (складено з 1803 по 1804 рік, прем'єра 1804)
- Op. 60: Симфонія № 4 сі-бемоль мажор (складено 1806 році, прем'єра 1807)
- Op. 67: Симфонія № 5 до мінор (написана з 1804 по 1808 рік, прем'єра 1808)
- Op. 68: Симфонія № 6 фа мажор («Пасторальна») (складено з 1804 по 1808 рік, прем'єра 1808)
- Op. 92: Симфонія № 7 ля мажор (написана з 1811 по 1812, прем'єра 1813)
- Op. 93: Симфонія № 8 фа мажор (написана в 1812 році, прем'єра 1814)
- Op. 125: Симфонія № 9 ре мінор (написана з 1817 по 1824 рік, прем'єра 1824)

В останній рік життя Бетховен розпочав створення десятої симфонії; в 1990 році музикознавець Баррі Купер на основі ескізів зробив реконструкцію трьох частин симфонії (Andante — Allegro — Andante).

#### Концерти
- WoO 4: Концерт для фортепіано мі-бемоль мажор (1784)
- Op. 15: Концерт для фортепіано № 1 до мажор (написан 1796-97)
- Op. 19: Концерт для фортепіано № 2 сі-бемоль мажор (перші дві частини написані 1787—1789, фінал — в 1795)
- Op. 37: Концерт для фортепіано № 3 до мінор (написан 1800-01)
- Op. 56: Потрійний концерт для скрипки, віолончелі та фортепіано до мажор (1805)
- Op. 58: Концерт для фортепіано № 4 соль мажор (написан 1805-06)
- Op. 61: Концерт для скрипки ре мажор (1806)
- Op. 61а: Концерт для фортепіано з оркестром ре мажор (перекладення концерту для скрипки op. 61)
- Op. 73: Концерт для фортепіано № 5, мі-бемоль мажор («Імператор») (1809-10)
- Hess 15: Концерт для фортепіано № 6, ре мажор (незавершений — концертна версія складена Ніколасом Куком) (1815)[1]

#### Інші твори для інструменту-соло з оркестром

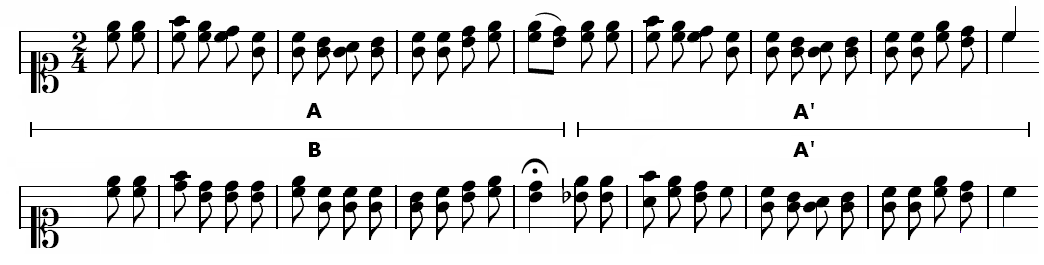
Тема хоральної фантазії op. 80

- WoO 6: Рондо для фортепіано з оркестром в сі-бемоль мажор (1793)
- Op. 40: Романс для скрипки з оркестром № 1 соль мажор (1802)
- Op. 50: Романс для скрипки з оркестром № 2 фа мажор (1798)
- Op. 80: Хоральна фантазія для фортепіано соло, хору, солістів та оркестру до мінор (1808)

#### Увертюри і театральна музика
- Op. 43 : Творіння Прометея, балет (1801)
- Op. 62 : Коріолан, увертюра (1807)
- Увертюри, написані до опери Фіделіо, op. 72:
  - Op. 72: Фіделіо, увертюра (1814)
  - Op. 72a : Леонора, увертюра «№ 2» (1805)
  - Op. 72b : Леонора, увертюра «№ 3» (1806)
  - Op. 138: Леонора, увертюра «№ 1» (1807)
- Op. 84 : Еґмонт, увертюра і музика до драми Ґете (1810)
- Op. 91: Перемога Веллінгтона (1813)
- Op. 113 : Руїни Афін (Die Ruinen von Athen), увертюра і музика до вистави (1811)
- Op. 117 : Король Стефан (König Stephan), увертюра і музика до вистави (1811)
- Op. 115 : Іменний день (Zur Namensfeier), увертюра (1815)
- Op. 124 : Освячення дому (Die Weihe де Hauses), увертюра (1822)

### Камерна музика
Бетховен написав шістнадцять струнних квартетів та багато іншої камерної музики: фортепіанні та струнні тріо, сонати для скрипки та фортепіано і для віолончелі з фортепіано, а також ансамблі з духовими інструментами.

#### Тріо

##### Фортепіанні тріо
- Hess 48: Allegretto для фортепіанного тріо мі-бемоль мажор (бл. 1790—1792 рр.)
- WoO 38: Фортепіанне тріо № 8 мі-бемоль мажор (1791)
- WoO 39: Allegretto сі-бемоль мажор для фортепіанного тріо (Фортепіанне тріо № 9) (1812)
- Op. 1: Три фортепіанних тріо (1795)

1. Фортепіанне тріо № 1 мі-бемоль мажор
2. Фортепіанне тріо № 2 соль мажор
3. Фортепіанне тріо № 3 мінор

- Op. 11: Фортепіанне тріо № 4 сі-бемоль мажор («Gassenhauer») (1797)
- Op. 70: Два фортепіанних тріо (1808)

1. Фортепіанне тріо № 5 ре мажор, «Привид» («Geistertrio»)
2. Фортепіанне тріо № 6 мі-бемоль мажор

- Op. 97: Фортепіанне тріо № 7 сі-бемоль мажор («Ерцгерцог») (1811)

##### Тріо для струнних
- Op. 3: Тріо для струнних № 1 мі-бемоль мажор (1794)
- Op. 8: Тріо для струнних № 2 ре мажор («Серенада») (1797)
- Op. 9: Три тріо для струнних (1798)

1. Тріо для струнних № 3 соль мажор
2. Тріо для струнних № 4 ре мажор
3. Тріо для струнних № 5 до мінор

#### Квартети

##### Фортепіанні квартети
- WoO 36: Три фортепіанних квартета (1785)

1. Фортепіанний квартет мі-бемоль мажор
2. Фортепіанний квартет ре мажор
3. Фортепіанний квартет мажор

- Op. 16/b: Фортепіанний квартет мі-бемоль мажор (аранжування Квінтету для фортепіано і духових, op. 16) (1797)

#### Струнні квартети

##### Ранні
- Op. 18: Шість струнних квартетів

1. Струнний квартет № 1 фа мажор (1799)
2. Струнний квартет № 2 соль мажор (1799)
3. Струнний квартет № 3 ре мажор (1798/99)
4. Струнний квартет № 4 до мінор (1799)
5. Струнний квартет № 5 ля мажор (1799)
6. Струнний квартет № 6 сі-бемоль мажор (1800)

##### Середні
- Op. 59: Три струнних квартета («Квартети Розумовського») (1806)

1. Струнний квартет № 7 фа мажор
2. Струнний квартет № 8 мі мінор
3. Струнний квартет № 9 мажор

- Op. 74: Струнний квартет № 10 мі-бемоль мажор («Арфа») (1809)
- Op. 95: Струнний квартет № 11 фа мінор («Serioso») (1810)

##### Пізні
- Op. 127: Струнний квартет № 12 мі-бемоль мажор (1823/24)
- Op. 130: Струнний квартет № 13 сі-бемоль мажор (1825)
- Op. 131: Струнний квартет № 14 до-дієз мінор (1826)
- Op. 132: Струнний квартет № 15 ля мінор (1825)
- Op. 133: Велика фуга («Große Fuge») в сі-бемоль мажор (спочатку фінал струнного квартету Op. 130, також пізніше була перекладена для фортепіано в чотири руки Op. 134) (1826)
- Op. 135: Струнний квартет № 16 фа мажор (1826)

#### Камерна музика з духовими
- WoO 37: Тріо для фортепіано, флейти, фагота соль мажор (1786)
- Op. 11: Тріо для фортепіано, кларнета і віолончелі сі-бемоль мажор («Gassenhauer») (версія зі скрипкою замість кларнета вважається фортепіанним тріо № 4) (1797)
- Op. 16: Квінтет для фортепіано і духових мі-бемоль мажор (пізніше перекладений автором для фортепіанного квартету) (1796)
- Op. 20: Септет для кларнета, валторни, фагота, скрипки, альта, віолончелі та контрабаса мі-бемоль мажор (1799)
- Op. 38: Фортепіанне тріо для фортепіано, кларнета (або скрипки) i віолончелі № 8 (аранжування септету op. 20) (1803)
- Op. 71: Секстет для 2 кларнетів, 2 валторн i 2 фаготів мі-бемоль мажор (1796)
- Op. 81b: Секстет для 2 валторн і струнного квартету мі-бемоль мажор (1809)
- Op. 87: Тріо для 2 гобоїв та англійського ріжка до мажор (1795)
- Op. 103: Октет для 2 гобоїв, 2 кларнетів, 2 валторн і 2 фаготів мі-бемоль мажор (1792)
- Op. 105: Шість циклів варіацій для фортепіано і флейти (1819)
- Op. 107: Десять циклів варіацій для фортепіано і флейти (1820)

#### Сонати для інструменту-соло з фортепіано

##### Сонати для скрипки
- Ор. 12: Три скрипкові сонати (1798):

1. Скрипкова соната № 1 ре мажор
2. Скрипкова соната № 2 ля мажор
3. Скрипкова соната № 3 мі-бемоль мажор

- Ор. 23: Скрипкова соната № 4 ля мінор (1801)

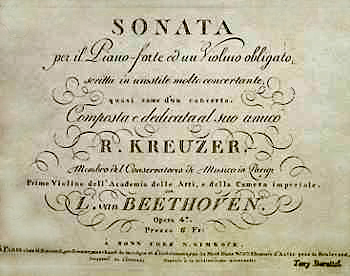
Титульна сторінка Крейцерової сонати

- Ор. 24: Скрипкова соната № 5 фа мажор (1801)
- Ор. 30: Три Скрипкові сонати (1803):

1. Скрипкова соната № 6 ля мажор
2. Скрипкова соната № 7 до мінор
3. Скрипкова соната № 8 соль мажор

- Ор. 47: Скрипкова соната № 9 ля мажор («Крейцерова») (1803)
- Ор. 96: Скрипкова соната № 10 соль мажор (1812)

##### Сонати для віолончелі
- Ор. 5: Дві сонати для віолончелі (1796):

1. Соната для віолончелі № 1 фа мажор
2. Соната для віолончелі № 2 соль мажор

- Ор. 69: Соната для віолончелі № 3 ля мажор (1808)
- Ор. 102: Дві сонати для віолончелі (1815):

1. Соната для віолончелі № 4 до мажор
2. Соната для віолончелі № 5 ре мажор

#### Інше
- Ор. 17: Соната для валторни і фортепіано фа мажор (1800)
- Op. 42: Ноктюрн для альта і фортепіано ре мажор (1803)
- WoO 45: Дванадцять варіацій для віолончелі i фортепіано соль мажор на тему «See the conqu'ring hero comes» з ораторії Генделя «Juda Machabeusz» (1796)

### Твори для фортепіано соло
Окрім 32 сонат, спадщина Бетховена містить також значну кількість творів малої форми, значну кількість неопублікованих варіацій, а також багателі, серед яких популярна «До Елізи».

#### Фортепіанні сонати
- WoO 47: Три фортепіанні сонати («Kurfürstensonaten») (1783):

1. Фортепіанна соната мі-бемоль мажор
2. Фортепіанна соната фа мінор
3. Фортепіанна соната ре мажор

- WoO 50: Дві частини фортепіанної сонати фа мажор (1788/90)
- Ор. 2: Три фортепіанні сонати (1795):

1. Соната для фортепіано № 1 фа мінор
2. Соната для фортепіано № 2 ля мажор
3. Соната для фортепіано № 3 до мажор

- Ор. 7: Соната для фортепіано № 4 мі-бемоль мажор (1797)
- Ор. 10: Три фортепіанні сонати (1798):

1. Соната для фортепіано № 5 до мінор
2. Соната для фортепіано № 6 фа мажор
3. Соната для фортепіано № 7 ре мажор

- WoO 51: Фортепіанна соната до мажор (фрагмент) (1797/1798).
- Ор. 13: Соната для фортепіано № 8 до мінор («Патетична») (1798)
- Ор. 14: Дві фортепіанні сонати (1799):

1. Соната для фортепіано № 9 мі-бемоль мажор (у 1801 перекладена автором для струнного квартету фа мажор Hess 34)
2. Соната для фортепіано № 10 соль мажор

- Ор. 22: Соната для фортепіано № 11 сі-бемоль мажор (1800)
- Ор. 26: Соната для фортепіано № 12 ля-бемоль мажор (1801)
- Ор. 27: Дві фортепіанні сонати (1801):

1. Соната для фортепіано № 13 мі-бемоль мажор («Quasi una fantasia»)
2. Соната для фортепіано № 14 до дієз мінор («Quasi una fantasia», відома як «Місячна»)

- Ор. 28: Соната для фортепіано № 15 ре мажор («Пасторальна») (1801)
- Ор. 31: Три фортепіанних сонати (1802):

1. Соната для фортепіано № 16 соль мажор
2. Соната для фортепіано № 17 ре мінор («Буря»)
3. Соната для фортепіано № 18 мі-бемоль мажор («Полювання»)

- Ор. 49: Дві фортепіанні сонати (1792):

1. Соната для фортепіано № 19 соль мінор
2. Соната для фортепіано № 20 соль мажор

- Ор. 53: Соната для фортепіано № 21 до мажор («Вальдштейн») (1803)
  - WoO 57: Andante для фортепіано фа мажор («Andante favori») (перша версія середньої частини сонати op. 53) (1804)
- Ор. 54: Соната для фортепіано № 22 фа мажор (1804)
- Ор. 57: Соната для фортепіано № 23 фа мінор («Appassionata») (1805)
- Ор. 78: Соната для фортепіано № 24 фа-дієз («Для Терези») (1809)
- Ор. 79: Соната для фортепіано № 25 соль мажор (1809)
- Ор. 81а: Соната для фортепіано № 26 мі-бемоль («Les Adieux») (1810)
- Ор. 90: Соната для фортепіано № 27 мі мінор (1814)
- Ор. 101: Соната для фортепіано № 28 ля мажор (1816)
- Ор. 106: Соната для фортепіано № 29 сі-бемоль («Hammerklavier») (1819)
- Ор. 109: Соната для фортепіано № 30 мі-бемоль мажор (1820)
- Ор. 110: Соната для фортепіано № 31 ля-бемоль мажор (1821)
- Ор. 111: Соната для фортепіано № 32 до мінор (1822)
- Anh 5: Дві фортепіанні сонатини (1792) з додатку (Anhang) каталогу Кінського:

1. Сонатина для фортепіано соль мажор
2. Сонатина для фортепіано фа мажор

#### Варіації
- Op. 34: Шість варіацій для фортепіано на оригінальну тему фа мажор (1802)
- Op. 35: П'ятнадцять варіацій і фуга для фортепіано на оригінальну тему мі-бемоль мажор («Героїчні варіації») (1802)
- Op. 76: Шість варіацій для фортепіано на оригінальну тему (Турецький марш з Руїн Афін) ре мажор (1809)
- Op. 120: Тридцять три варіації для фортепіано на вальс Діабеллі до мажор («Варіації Діабеллі») (1823)
- WoO 63: Дев'ять варіацій для фортепіано на марш Ернста Крістофа Дресслера до мінор (1782)
- WoO 64: Шість варіації на швейцарську пісню для фортепіано або арфи фа мажор (1792)
- WoO 65: Двадцять чотири варіації для фортепіано на арію Вінченцо Ріґіні «Venni Amore» ре мажор (1791)
- WoO 66: Тринадцять варіацій для фортепіано на арію «Es war einmal ein alter Mann» з опери Діттерсдорфа «Das rote Käppchen» ля мажор (1792)
- WoO 67: Вісім варіацій для фортепіано в чотири руки на тему графа Вальдштейна до мажор (1792)
- WoO 68: Дванадцять варіацій для фортепіано на «Менует ла Віган» з балету Якоба Гайбеля «La disturbate nozza» до мажор (1795)
- WoO 69: Дев'ять варіацій для фортепіано на тему «Quant'e piu bello» з опери Джованні Паїзієлло «La Molinara» ля мажор (1795)
- WoO 70: Шість варіацій для фортепіано на тему «Nel cor piu non mi sento» з опери Джованні Паїзієлло «La Molinara» соль мажор (1795)
- WoO 71: Дванадцять варіацій для фортепіано на російський танець з балету Павла Враніцького «Das Waldmädchen» ля мажор (1797)
- WoO 72: Вісім варіацій для фортепіано на тему «Une fievre Brûlante» з опери Андре Ернеста Модеста Гретрі «Річард Левине Серце» до мажор (1798)
- WoO 73: Варіації для фортепіано на тему «La stessa, la stessissima» з опери Антоніо Сальєрі Фальстаф сі мажор (1799)
- WoO 74: «Ich Denke Dein», пісня з шістьма варіаціями для фортепіано в чотири руки ре мажор (1803)
- WoO 75: Сім варіацій для фортепіано на тему «Kind, willst du ruhig schlafen» з опери Петера Вінтера «Das unterbrochene Opferfest» фа мажор (1799)
- WoO 76: Вісім варіацій для фортепіано на тему «Tandeln und scherzen» з опери Франца Ксавера Зюсмайєра «Soliman II» фа мажор (1799)
- WoO 77: Шість легких варіацій для фортепіано на оригінальну тему соль мажор (1800)
- WoO 78: Сім варіацій для фортепіано на тему «Боже, бережи короля» до мажор
- WoO 79: П'ять варіацій для фортепіано на тему «Rule Britannia» ре мажор (1803)
- WoO 80: Тридцять дві варіації на оригінальну тему до мінор (1806)

#### Багателі
- Ор. 33: Сім багателей для фортепіано (1802)
- Ор. 119: Одинадцять нових багателей для фортепіано (1822)
- Ор. 126: Шість багателей для фортепіано (1823)
- WoO 52: Престо (багатель) для фортепіано до мінор (1795, рев. 1798 і 1822)[2]
- WoO 53: Allegretto (багатель) для фортепіано до мінор (1796—1797)[2]
- WoO 54: Lustig-Traurig (багатель) для фортепіано до мажор (1802)[2]
- WoO 56: Allegretto (багатель) для фортепіано до мажор (1803, рев. 1822)[2]
- WoO 59: Poco moto (багатель) для фортепіано ля мінор («До Елізи») (1810)[2]
- WoO 60: Ziemlich lebhaft (багатель) для фортепіано сі-бемоль мажор (1818)[2]

#### Інше
- Op. 39: Дві прелюдії для фортепіано в 12 мажорних тональностях (1789)
- Op. 51: Два рондо для фортепіано (1797):

1. Рондо для фортепіано до мажор
2. Рондо для фортепіано соль мажор

- Op. 77: Фантазія для фортепіано соль мінор (1809)
- Op. 89: Полонез для фортепіано до мажор (1814)
- Op. 129: Rondo à Capriccio для фортепіано соль мажор («Лють з приводу загубленого гроша») (1795)

### Вокальна музика
Окрім однієї закінченої опери, Бетховен творив вокальну музику протягом усього життя, зокрема це 2 меси, інші твори для хору з оркестром, арії, дуети, пісні і цикли пісень.

#### Опери
- Op. 72: Леонора (1 версія на 3 дії, з увертюрою Леонора № 2), опера (1805)
- Op. 72: Леонора (2 версія на 2 дії, з увертюрою Леонора № 3), опера (1806)
- Op. 72: Фіделіо, опера (1814)

#### Хорові твори
- Op. 80: Хоральна фантазія для фортепіано, хору, солістів і оркестру до мінор (1808)
- Op. 85: Christus am Ölberge, ораторія (1803)
- Op. 86: Меса до мажор (1807)
- Op. 112: Meeresstille und glückliche Fahrt («Спокійне море та щаслива подорож»), кантата для хору з оркестром (1815)
- Op. 123: Урочиста меса ре мажор (1823)
- Op. 136: Der glorreiche Augenblick («Момент слави»), кантата для чотирьох солістів, хору та оркестру (1814)
- WoO 87: Похоронна кантата на смерть Імператора Йосифа ІІ для солістів, хору та оркестру (1790)
- WoO 88: Кантата на честь вступу на престол імператора Леопольда ІІ для солістів, хору та оркестру (1790)

#### Пісні
- Op. 46: Adelaide (1794—1795)
- Op. 48: «Пісні Геллерта», цикл пісень (1802)

1. Bitten
2. Die Liebe des Nächsten
3. Vom Tode («Про смерть»[3])
4. Die Ehre Gottes aus der Natur («Die Himmel rühmen»)
5. Gottes Macht und Vorsehung
6. Bußlied

- Op. 52: Вісім пісень

1. Urians Reise um die Welt (before 1790?)
2. Feuerfarb' (1794)
3. Das Liedchen von der Ruhe («Пісня про спокій»[4]) (1794)
4. Maigesang («Травнева пісня»[5]) (1796)
5. Mollys Abschied (?)
6. Die Liebe (1790)
7. Marmotte («Хлопчик із бабаком» або «Бабак»[6]
8. Das Blümchen Wunderhold («Чарівна квітка»[4]) (?)

- Op. 75: Шість пісень (1809)

1. Mignon («Міньйон»,[7]) (Kennst du das Land)
2. Neue Liebe neues Leben («Серце, серце, що з тобою»,[8])
3. Es war einmal ein König" («Жив-був король багатий» («Пісня про блоху»)[9]) із Фауста Ґете
4. Gretels Warnung
5. An den fernen Geliebten
6. Der Zufriedene

- Op. 82: Чотири арії та дует (1809–10)

1. Dimmi ben mio che m'ami
2. T'intendo sì mio cor
3. L'amante impaziente (Arietta buffa)
4. L'amante impaziente (Arietta assai seriosa)
5. Odi Laura che dolce sospira (Дует)

- Op. 83: Три пісні (1810)

1. Wonne der Wehmut («Насолода смутку»[10]
2. Sehnsucht
3. Mit einem gemalten Band

- Op. 88: Das Glück der Freundschaft («Щастя дружби»[11]) (1803)
- Op. 94: An die Hoffnung (2 версія, 1815)
- Op. 98: An die ferne Geliebte («До далекої коханої»), цикл пісень (1816)

1. Auf dem Hügel sitz ich spähend
2. Wo die Berge so blau
3. Leichte Segler in den Höhen
4. Diese Wolken in den Höhen
5. Es kehret der Maien, es blühet die Au
6. Nimm sie hin denn, diese Lieder

- Op. 99: Der Mann von Wort (літо 1816)
- Op. 100: Merkenstein (2 версія, 1815)
- Op. 128: Der Kuss (1798, 1822)
- WoO 107: Achilderung eines Machens (1782)
- WoO 108: An einen Säugling (1783)
- WoO 109: Erhebt das Glas mit froher Hand (Trinklied beim Abschied zu singen) (1791 або 1792)
- WoO 110: Elegie auf den Tod eines Pudels (?)
- WoO 111: Punschlied (1791 або 1792)
- WoO 112: An Laura (1792)
- WoO 113: Klage (1790)
- WoO 114: Ein Selbstgespräch (1793)
- WoO 115: An Minna (1792)
- WoO 116: Que le temps me dure (1 версія: Hess 129; 2 версія: Hess 130)
- WoO 117: Der freie Mann (1794 або 1795)
- WoO 118: Seufzer eines Ungeliebten (1795)
- WoO 119: Oh care selve oh cara (1794 або 1795)
- WoO 120: Man strebt die Flamme zu verhehlen (1800 або 1801)
- WoO 121: Abschiedsgesang an Wiens Bürger (листопад 1796)
- WoO 122: Kriegslied der Österreicher (квітень 1797)
- WoO 123: Ich liebe dich so wie du mich (Zärtliche Liebe) (1795)
- WoO 124: La partenza (1795)
- WoO 125: La tiranna (1798–99)
- WoO 126: Opferlied (1798)
- WoO 127: Neue Liebe neues Leben (1798–99)
- WoO 128: Romance (1799)
- WoO 129: Der Wachtelschlag (1803)
- WoO 130: Gedenke mein! (1820)
- WoO 131: Erlkönig (незавершена)
- WoO 132: Als die Geliebte sich trennen wolte (1806)
- WoO 133: In questa tomba oscura (1807)
- WoO 134: Sehnsucht (1st–5th setting, 1807–08)
- WoO 135: Die laute Klage (1814–15)
- WoO 136: Andenken (1808)
- WoO 137: Gesang aus der Ferne (1809)
- WoO 138: Der Jüngling in der Fremde (1809)
- WoO 139: Der Liebende (1809)
- WoO 140: An die Geliebte (2-3 версія, 1811)
- WoO 141: Der Gesang der Nachtigall (1813)
- WoO 142: Der Bardengeist (1813)
- WoO 143: Des Kriegers Abschied (1814)
- WoO 144: Merkenstein (1 версія, 1814)
- WoO 145: Das Geheimnis (Liebe und Wahrheit) (1815)
- WoO 146: Sehnsucht (late 1815)
- WoO 147: Ruf vom Berge (December 1816)
- WoO 148: So oder so (1816–17)
- WoO 149: Resignation (Winter 1817)
- WoO 150: Abendlied unterm gestirnten Himmel (весна 1820)
- WoO 151: Der edle Mensch (1823?)
- Hess 133: Das liebe Kätzchen (березень 1820)
- Hess 134: Der Knabe auf dem Berge (березень 1820)

#### Аранжування народних пісень
- op. 108: Двадцять п'ять шотландських пісень:

1. Music, love and wine
2. Sunset
3. O sweet were the hours
4. The Maid of Isla
5. The sweetest lad was Jamie
6. Dim, dim is my eye
7. Bonny Laddie, Highland Laddie
8. The lovely lass of Inverness
9. Behold, my Love, how Green The Groves
10. Sympathy
11. Oh! thou art the lad of my heart, Willy
12. Oh, had my fate been join'd with thine
13. Come fill, fill, my good fellow!
14. O, how can I be blithe and glad
15. O cruel was my father
16. Could this ill world have been contriv'd
17. O Mary, at thy window be
18. Enchantress, farewell
19. O swiftly glides the bonny boat
20. Faithfu’ Johnie
21. Jeanie's Distress
22. The Highland Watch
23. The Shepherd's Song
24. Again, my lyre, yet once again
25. Sally in our Alley

- WoO 152: Двадцять п'ять ірландських пісень

1. The Return to Ulster
2. Sweet Power of Song!
3. Once more I hail thee
4. The morning air plays on my face
5. On the Massacre of Glencoe
6. What shall I do to shew how much I love her?
7. His boat comes on the sunny tide
8. Come draw we round a cheerful ring
9. Our bugles sung truce; or The Soldier's Dream
10. The Deserter
11. Thou emblem of Faith (Upon returning a ring)
12. English Bulls; or, The Irishman in London
13. Musing on the roaring ocean
14. Dermot and shelah
15. Let brain-spinning swains
16. Hide not thy anguish
17. In vain to this desert my fate I deplore
18. They bid me slight my Dermot Dear
19. Wife, Children and Friends
20. Farewell bliss and farewell Nancy
21. Morning a cruel turmoiler is
22. From Garyone, my happy home
23. A wand'ring gypsey, Sirs, am I
24. The Traugh Welcome
25. O harp of Erin

- WoO 153: Двадцять ірландських пісень

1. When Eve's last rays in twilight die
2. No riches from his scanty store
3. The British Light Dragoons; or The Plain of Badajos
4. Since greybeards inform us that youth will decay
5. I dreamd I lay where flow'rs were springing
6. Sad and luckless was the season
7. O soothe me, my lyre
8. Farewell mirth and hilarity: Norah of Balamagairy
9. The kiss, dear maid, thy lip has left
10. Oh! Thou hapless soldier
11. When far from the home
12. I'll praise the saints with early song
13. ’Tis sunshine at last
14. Paddy O'Rafferty
15. ’Tis but in vain, for nothing thrives
16. O might I but my Patrick love!
17. Come, Darby dear! easy be easy
18. Judy, lovely matchless creature
19. No more, my Mary, I sigh for splendour
20. Thy ship must sail, my Henry dear

- WoO 154: Дванадцять ірландських пісень

1. The Elfin Fairies
2. O Harp of Erin
3. The Farewell Song
4. The pulse of an Irishman
5. O who, my dear Dermot
6. Put round the bright wine
7. From Garyone, my happy home
8. Save me from the grave and wise
9. O would I were but that sweet linnet!
10. The hero may perish
11. The soldier in A Foreign Land
12. He promised me at parting

- WoO 157: Дванадцять пісень різних національностей

1. God save the King
2. The Soldier
3. Charlie is my darling
4. O sanctissima
5. The Miller of Dee
6. A health to the brave
7. Robin Adair
8. By the side of the Shannon
9. Highlander's Lament
10. Sir Johnnie Cope
11. The wandering minstrel
12. La gondoletta

- WoO 155: Двадцять шість уельських пісень

1. Sion, The Son of Evan
2. The Monks of Bangor's March
3. The Cottage Maid
4. Love without hope
5. The Golden Robe
6. The Fair Maid of Mona
7. O let the night my blushes hide
8. Farewell, thou noisy town
9. To the Aeolian Harp
10. Ned Pugh's Farewell
11. Merch Megan; or, Peggy's Daughter
12. Waken, lords and ladies gay
13. Helpless Woman
14. The Dream
15. When mortals all to rest retire
16. The Damsels of Cardigan
17. The Dairy House
18. Sweet Richard
19. The Vale of Clwyd
20. To the Blackbird
21. Cupid's kindness
22. Constancy
23. The Old Strain
24. Three Hundred Pounds
25. The Parting Kiss
26. Good Night

- WoO 156: Дванадцять шотландських пісень

1. The Banner of Buccleuch
2. Duncan Grey
3. Up! quit thy bower
4. Ye shepherds of this pleasant vale
5. Cease your funning
6. Highland Harry
7. Polly Stewart
8. Womankind
9. Lochnagar
10. Glencoe
11. Auld Lang Syne
12. The Quaker's Wife

- WoO 158b: Сім британських пісень

1. Adieu, my Lov'd harp
2. Castle O'Neill
3. O was not I a weary wight! (Oh ono chri!)
4. Red gleams the sun on yon hill tap
5. Erin! O Erin!
6. O Mary, yes be clad in silk
7. Lament for Owen Roe O'Neill

- WoO 158c: Шість пісень різних національностей

1. When my hero in court appears
2. Non, non, Colette n'est point trompeuse
3. Mark yonder pomp of costly fashion
4. Bonnie wee thing
5. From thee, Eliza, I must go
6. Без назви

- WoO 158a: Двадцять три пісні різних національностей

1. Ridder Stigs Runer
2. Horch auf, mein Liebchen
3. Wegen meiner bleib d'Fraula
4. Wann i in der Früh aufsteh
5. Teppichkramer-Lied
6. A Madel, ja a madel
7. Wer solche Buema afipackt
8. Ih mag di nit nehma
9. Oj, oj upiłem się w karczmie
10. Poszła baba po popiół
11. Yo no quiero embarcarme
12. Seus lindos olhos
13. Во лесочке комарочков много уродилось
14. Ах, реченьки, реченьки
15. Как пошли наши подружки
16. Schone Minka, ich muss scheiden
17. Lilla Carl (Vaggvisa)
18. An ä Bergli bin i gesasse
19. Una paloma blanca
20. Como la mariposa soy
21. Tiranilla Espanola
22. Edes kinos emlekezet (Magyar Szuretölö Enek)
23. Da brava, Catina

#### Світські вокальні твори
- Op. 65: Ah! Perfido
- Op. 116: Tremate empi tremate
- Op. 118: Elegischer Gesang
- Op. 121b: Opferlied
- Op. 122: Bundeslied
- WoO 89: Prüfung des Küssens
- WoO 92: Mit Mädeln sich vertragen
- WoO 92: Primo amore
- WoO 92a: No non turbarti
- WoO 93: Ne giorni tuoi felici
- WoO 95: Chor for the Allied Princes
- WoO 99:
  - 1. Bei labbri che amore (Hess 211)
  - 2. Chi mai di questo core Hess 214)
  - 3a. Fra tutte le pene
  - 3b. Fra tutte le pene (Hess 225)
  - 3c. Fra tutte le pene (1st version)
  - 4a. Gia la notte savvicina (Hess 222)
  - 4b. Gia la notte savvicina (Hess 223)
  - 5a. Giura il nocchier (Hess 221) (2nd version)
  - 5b. Giura il nocchier (Hess 227)
  - 6. Ma tu tremi (Hess 212)
  - 7a. Nei campi e nelle selve (Hess 217) (1st version)
  - 7a. Nei campi e nelle selve (Hess 217) (2nd version)
  - 9. Per te d'amico aprile (Hess 216)
  - 10a. Quella cetra ah pur tu sei (Hess 213) (1st version)
  - 10b. Quella cetra ah pur tu sei (Hess 218)
  - 10c. Quella cetra ah pur tu sei (Hess 219) (2nd version)
  - 11. Scrivo in te (Hess 215)
- WoO 102: Abschiedsgesang
- WoO 103: Un lieto Brindisi
- WoO 104: Gesang der Mönche
- WoO 105: Hochzeitslied
- WoO 106: Lobkowitz-Kantate
- WoO 100: Lob auf den Dicken
- WoO 101: Graf, liebster Graf
- WoO 159: Im Arm der Liebe ruht sich's wohl
- WoO 161: Ewig Dein
- WoO 163: Kurz ist der Schmerz
- WoO 164: Freundschaft ist die Quelle wahrer Glückseligkeit
- WoO 165: Gluck zum neuen Jahr!
- WoO 166: Kurz ist der Schmerz
- WoO 167: Brauchle Linke
- WoO 168/1: Das Schweigen
- WoO 168/2: Das Reden
- WoO 169: Ich küsse sie
- WoO 170: Ars longa, vita brevis
- WoO 172: Ich bitt' dich, schreib mir die es-skala auf
- WoO 173: Hol euch der Teufel! B'hüt euch Gott!
- WoO 174: Glaube und Hoffe!
- WoO 175: Sankt Petrus war ein Fels!
- WoO 176: Glück zum neuen Jahr!
- WoO 177: Bester Magistrat, Ihr friert!
- WoO 178: Signor Abate!
- WoO 179: Alles Gute
- WoO 180: Hoffman, sei ja kein Hofmann
- WoO 182: O Tobias!
- WoO 183: Bester Herr Graf, Sie sind ein Schaf!
- WoO 184: Falstafferel, lass dich sehen!
- WoO 185: Edel sei der Mensch
- WoO 186: Te solo adoro
- WoO 187: Schwenke dich ohne Schwanke!
- WoO 188: Gott ist eine feste Burg
- WoO 189: Doktor, sperrt das Tor dem Tod
- WoO 190: Ich war hier Doktor, Ich war hier
- WoO 191: Kühl, nicht Lau
- WoO 192: Ars longa, vita brevis
- WoO 193: Ars longa, vita brevis
- WoO 194: Si non per portas, per muros
- WoO 195: Freu dich des Lebens!
- WoO 196: Es muss sein!
- WoO 197: Da ist das Werk
- WoO 198: Wir irren allesamt
- WoO 202: Das Schöne zum Guten!
- WoO 203: Das Schöne zu dem Guten!
- Hess 231: Sei mio ben
- Hess 228: Salvo tu vuoi lo sposo?
- Hess 210: Fra tutte le pene (2 version)
- Hess 230: Giura il nocchier (1 version)
- Hess 276: Herr Graf, ich komme zu fragen
- Hess 277: Esel aller Esel

### Музика для духового оркестру
- Марш № 1 фа мажор для військового оркестру, WoO 18 (1808)
- Марш № 2 фа мажор для військового оркестру, WoO 19 (1808)

## Список творів за номерами в каталогах
Нижче подані:
- Твори видані за життя Бетховена позначені опусом (Opus);
- Твори з каталогу Кінського (WoO);
- Твори з доповнення Кінського (Anh);
- Твори з каталогу Hessa (H);
- Твори з каталогу Biamonti (Bia).

Твори, до яких є музичні файли, позначені знаком ⇒ на кінці опису.

### Твори із зазначенням опусу
- Opus 1 — Три фортепіанних тріо (1795):

1. Фортепіанне тріо № 1 мі-бемоль мажор;
2. Фортепіанне тріо № 2 соль мажор;
3. Фортепіанне тріо № 3 до мінор.

- Opus 2 — Три фортепіанні сонати (1796):

1. Соната для фортепіано № 1 фа мінор;
2. Соната для фортепіано № 2 ля мажор;
3. Соната для фортепіано № 3 до мажор.

- Opus 3: : Тріо для струнних № 1 мі-бемоль мажор (1794).
- Opus 4: Струнний квінтет № 1 мі-бемоль мажор (1795).
- Opus 5 — Дві сонати для віолончелі (1796):

1. Соната для віолончелі № 1 фа мажор;
2. Соната для віолончелі № 2 соль мінор. ⇒

- Opus 6: Соната для фортепіано в 4 руки ре мажор (1797).
- Opus 7: Соната для фортепіано № 4 мі-бемоль мажор (1797).
- Opus 8: Тріо для струнних № 2 ре мажор («Серенада») (1797).
- Opus 9 — Три тріо для струнних (1798):

1. Тріо для струнних № 3 соль мажор;
2. Тріо для струнних № 4 ре мажор;
3. Тріо для струнних № 5 до мінор.

- Opus 10 — Три фортепіанні сонати (1798):

1. Соната для фортепіано № 5 до мінор (1798);
2. Соната для фортепіано № 6 фа мажор (1798);
3. Соната для фортепіано № 7 ре мажор (1798).

- Opus 11: Фортепіанне тріо № 4 для фортепіано, скрипки (або кларнета) та віолончелі сі-бемоль мажор («Gassenhauer») (1798).
- Opus 12 — Три скрипічні сонати (1798):

1. Скрипічна соната № 1 ре мажор;
2. Скрипічна соната № 2 ля мажор; ⇒
3. Скрипічна соната № 3 мі-бемоль мажор.

- Opus 13: Соната для фортепіано № 8 до мінор («Патетична») (1799). ⇒
- Opus 14 — Дві фортепіанні сонати (1799):

1. Соната для фортепіано № 9 мі-бемоль мажор (у 1801 перекладена автором для струнного квартету фа мажор Hess 34);
2. Соната для фортепіано № 10 соль мажор;

- Opus 15: Концерт для фортепіано № 1 до мажор (1795). ⇒
- Opus 16: Квінтет для фортепіано і духових мі-бемоль мажор (пізніше перекладений автором для фортепіанного квартету) (1796).
- Opus 17: Соната для валторни і фортепіано фа мажор (1800).
- Opus 18 — Шість струнних квартетів (1800):

1. Струнний квартет № 1 фа мажор;
2. Струнний квартет № 2 соль мажор;
3. Струнний квартет № 3 ре мажор;
4. Струнний квартет № 4 до мінор;
5. Струнний квартет № 5 ля мажор;
6. Струнний квартет № 6 сі мажор.

- Opus 19: Концерт для фортепіано № 2 сі-бемоль мажор (1795).
- Opus 20: Септет для кларнета, валторни, фагота, скрипки, альта, віолончелі та контрабаса мі-бемоль мажор (1799).
- Opus 21: Симфонія № 1 до мажор (1800).
- Opus 22: Соната для фортепіано № 11 сі-бемоль мажор (1800).
- Opus 23: Скрипічна соната № 4 ля мінор (1801).
- Opus 24: Скрипічна соната № 5 фа мажор («Весна») (1801).
- Opus 25: Серенада для флейти, скрипки та альта ре мажор (1801).
- Opus 26: Соната для фортепіано № 12 ля-бемоль мажор (1801).
- Opus 27 — Дві фортепіанні сонати (1801):

1. Соната для фортепіано № 13 мі-бемоль мажор («Quasi una fantasia»);
2. Соната для фортепіано № 14 до дієз мінор («Quasi una fantasia», відома як «Місячна»). ⇒

- Opus 28: Соната для фортепіано № 15 ре мажор («Пасторальна») (1801). ⇒
- Opus 29: Струнний квінтет № 2 до мажор (1801).
- Opus 30 — Три скрипічні сонати (1803):

1. Скрипічна соната № 6 ля мажор;
2. Скрипічна соната № 7 до мінор;
3. Скрипічна соната № 8 соль мажор. ⇒

- Opus 31 — Три фортепіанних сонати (1802):

1. Соната для фортепіано № 16 соль мажор;
2. Соната для фортепіано № 17 ре мінор («Буря»);
3. Соната для фортепіано № 18 мі-бемоль мажор («Полювання»).

- Opus 32: An die Hoffnung, пісня (1805).
- Opus 33: Сім багателей для фортепіано (1802):

1. Andante grazioso quasi allegretto мі-бемоль мажор;
2. Scherzo. Allegro до мажор;
3. Allegretto фа мажор;
4. Andante ля мажор;
5. Allegro ma non troppo до мажор;
6. Allegretto quasi andante ре мажор;
7. Presto ля-бемоль мажор.

- Opus 34: Шість варіацій для фортепіано на оригінальну тему фа мажор (1802).
- Opus 35: П'ятнадцять варіацій і фуга для фортепіано на оригінальну тему мі-бемоль мажор («Героїчні варіації») (1802).
- Opus 36: Симфонія № 2 ре мажор (1803).
- Opus 37: Концерт для фортепіано № 3 до мінор (1803).
- Opus 38: Фортепіанне тріо для фортепіано, кларнета (або скрипки) i віолончелі № 8 (аранжування септету op. 20) (1803).
- Opus 39: Дві прелюдії для фортепіано в 12 мажорних тональностях (1789).
- Opus 40: Романс для скрипки з оркестром № 1 соль мажор (1802).
- Opus 41: Серенада для флейти (або скрипки) i фортепіано ре мажор (1803).
- Opus 42: Ноктюрн для альта і фортепіано ре мажор (1803).
- Opus 43: Творіння Прометея, балет (1801).
- Opus 44: Фортепіанне тріо № 10 мі-бемоль мажор (14 варіації на власну тему) (1792).
- Opus 45: 3 марші для фортепіано в 4 руки (1803):

1. Марш для фортепіано в 4 руки до мажор;
2. Марш для фортепіано в 4 руки мі-бемоль мажор;
3. Марш для фортепіано в 4 руки ре мажор.

- Opus 46: Adelaide, пісня (1795).
- Opus 47: Скрипічна соната № 9 ля мажор («Крейцерова») (1802). ⇒
- Opus 48: «Пісні Геллерта», цикл пісень (1802):

1. Bitten
2. Die Liebe des Nächsten
3. Vom Tode («Про смерть»[3])
4. Die Ehre Gottes aus der Natur («Die Himmel rühmen»)
5. Gottes Macht und Vorsehung
6. Bußlied

- Opus 49 — Дві фортепіанні сонати (1792):

1. Соната для фортепіано № 19 соль мінор;
2. Соната для фортепіано № 20 соль мажор.

- Opus 50: Романс для скрипки з оркестром № 2 фа мажор (1798).
- Opus 51 — Два рондо для фортепіано (1797):

1. Рондо для фортепіано до мажор;
2. Рондо для фортепіано соль мажор.

- Opus 52 — Вісім пісень (1805):

1. Urians Reise um die Welt
2. Feuerfarb'
3. Das Liedchen von der Ruhe
4. Maigesang («Травнева пісня»[5])
5. Mollys Abschied
6. Die Liebe
7. Marmotte («Хлопчик із бабаком» або «Бабак»[12])
8. Das Blümchen Wunderhold («Чарівна квітка»[4])

- Opus 53: Соната для фортепіано № 21 до мажор («Вальдштейн») (1803). ⇒
- Opus 54: Соната для фортепіано № 22 фа мажор (1804).
- Opus 55: Симфонія № 3 мі-бемоль мажор («Героїчна») (1805).
- Opus 56: Потрійний концерт для скрипки, віолончелі та фортепіано до мажор (1805).
- Opus 57: Соната для фортепіано № 23 фа мінор («Appassionata») (1805).
- Opus 58: Концерт для фортепіано № 4 соль мажор (1807). ⇒
- Opus 59 — Три струнних квартета («Квартети Розумовського») (1806):

1. Струнний квартет № 7 фа мажор;
2. Струнний квартет № 8 мі мінор;
3. Струнний квартет № 9 до мажор.

- Opus 60: Симфонія № 4 сі-бемоль мажор (1807). ⇒
- Opus 61: Концерт для скрипки ре мажор (1808).
- Op. 61a: Концерт для фортепіано з оркестром ре мажор (перекладення концерту для скрипки op. 61) (1808).
- Opus 62: Коріолан, увертюра (1807). ⇒
- Opus 63: Фортепіанне тріо (аранжування скрипічного квінтету op. 4) (1806).
- Opus 64: Соната для віолончелі та фортепіано (перекладення струнного тріо op. 3) (1807).
- Opus 65: «Ah! Perfido», арія (1796).
- Opus 66: 12 варіації на тему «Ein Mädchen oder Weibchen» з опери Моцарта «Чарівна флейта» (1796).
- Opus 67: Симфонія № 5 до мінор (1808). ⇒
- Opus 68: Симфонія № 6 фа мажор («Пасторальна») (1808). ⇒
- Opus 69: Соната для віолончелі № 3 ля мажор (1808). ⇒
- Opus 70 — Два фортепіанних тріо (1808):

1. Фортепіанне тріо № 5 ре мажор, «Привид» («Geistertrio»);
2. Фортепіанне тріо № 6 мі-бемоль мажор.

- Opus 71: Секстет для 2 кларнетів, 2 валторн i 2 фаготів мі-бемоль мажор (1796). ⇒
- Opus 72: Фіделіо, опера (1814)
- Opus 72a: Леонора (1 версія на 3 дії, з увертюрою Леонора № 2), опера (1805).
- Opus 72b: Леонора (1 версія на 2 дії, з увертюрою Леонора № 3), опера (1806).
- Opus 73 Концерт для фортепіано № 5, мі-бемоль мажор («Імператор») (1809).
- Opus 74: Струнний квартет № 10 мі-бемоль мажор («Арфа») (1809).
- Opus 75 — Шість пісень (1809):

1. Mignon («Міньйон»,[7]) (Kennst du das Land)
2. Neue Liebe, neues Leben
3. Es war einmal ein König" («Жив-був король багатий» («Пісня про блоху»)[9]) із Фауста Ґете
4. Gretels Warnung
5. An die fernen Geliebten
6. Der Zufriedene

- Opus 76: Шість варіацій для фортепіано на оригінальну тему (Турецький марш з Руїн Афін) ре мажор (1809).
- Opus 77: Фантазія для фортепіано соль мінор (1809).
- Opus 78: Соната для фортепіано № 24 фа-дієз («Для Терези») (1809).
- Opus 79: Соната для фортепіано № 25 соль мажор (1809).
- Opus 80: Хоральна фантазія для фортепіано, хору, солістів і оркестру до мінор (1808).
- Opus 81a: Соната для фортепіано № 26 мі-бемоль («Les Adieux») (1809).
- Op. 81b: Секстет для 2 валторн і струнного квартету мі-бемоль мажор (1809).
- Opus 82 — Чотири арії та дует (1809):

1. Dimmi, ben mio, che m'ami
2. T'intendo si, mio cor
3. L'amante impaziente (перша версія)
4. L'amante impaziente (друга версія)
5. Odi 'laura che dolce sospira, дует

- Opus 83 — Три пісні (1810):

1. Wonne der Wehmut («Насолода смутку»[9])
2. Sehnsucht («Прагнення»[13])
3. Mit einem gemalten Band

- Opus 84: Еґмонт, увертюра і музика до драми Ґете (1810).
- Opus 85: Christus am Ölberge, ораторія (1804).
- Opus 86: Меса до мажор (1807).
- Opus 87: Тріо для 2 гобоїв та англійського ріжка до мажор (1795).
- Opus 88: «Das Glück der Freundschaft» («Щастя дружби»[11]), пісня (1803).
- Opus 89: Полонез для фортепіано до мажор (1814).
- Opus 90: Соната для фортепіано № 27 мі мінор (1814). ⇒
- Opus 91: Перемога Веллінгтона (1813).
- Opus 92: Симфонія № 7 ля мажор (1813).
- Opus 93: Симфонія № 8 фа мажор (1814). ⇒
- Opus 94: «An die Hoffnung», пісня (2 версія, 1815).
- Opus 95: Струнний квартет № 11 фа мінор («Serioso») (1810).
- Opus 96: Скрипічна соната № 10 соль мажор (1812).
- Opus 97: Фортепіанне тріо № 7 сі-бемоль мажор («Ерцгерцог») (1811).
- Opus 98: An die ferne Geliebte («До далекої коханої»), цикл пісень (1816):

1. Auf dem Hügel sitz ich spähend
2. Wo die Berge so blau
3. Leichte Segler in den Höhen
4. Diese Wolken in den Höhen
5. Es kehret der Maien, es blühet die Au
6. Nimm sie hin denn, diese Lieder

- Opus 99: «Der Mann von Wort», пісня (1816).
- Opus 100: «Merkenstein», пісня (2 версія) (1814).
- Opus 101: Соната для фортепіано № 28 ля мажор (1816). ⇒
- Opus 102 — Дві сонати для віолончелі (1815):

1. Соната для віолончелі № 4 до мажор; ⇒
2. Соната для віолончелі № 5 ре мажор.

- Opus 103: Октет для 2 гобоїв, 2 кларнетів, 2 валторн і 2 фаготів мі-бемоль мажор (1792). ⇒
- Opus 104: Струнний квінтет № 3 до мінор (перекладення фортепіанного тріо opus 1 № 3) (1817).
- Opus 105: Шість циклів варіацій для фортепіано і флейти (1819).
- Opus 106: Соната для фортепіано № 29 сі-бемоль («Hammerklavier») (1818).
- Opus 107: Десять циклів варіацій для фортепіано і флейти (1820).
- Opus 108: Двадцять п'ять шотландських пісень (1818):

1. Musik, Liebe und Wein: Es schalle die Musik, Nacht and Tag!
2. Der Abend: Die Sonne sinkt ins Ettrick Thal;
3. O köstliche Zeit: O kostliche Zeit;
4. Das Islamädchen: O Islamagdlein, die du kuhn;
5. Der schönste Bub: Der schönste Bub war Henny;
6. Trub ist mein Auge: Trub, trub ist mein Auge wie;
7. Frische Bursche, Hochlands Bursche: Wem den Silbermond ihr dankt;
8. Die holde Maid von Inverness: Die holde Maid von Inverness kennt;
9. Schau her, mein Lieb: Schau her, mein Lieb, der Walder Grun;
10. Sympathie: Was, Julia sagt der Blick voll Gram;
11. O du nur bist mein Herzensbub: O du nur bist mein Herzensbub;
12. O hatte doch dies gold'ne Pfand: Ohatte doch dies gold'ne Pfand;
13. Trinklied: Schenk ein, mein guter Junge, schenk hoch;
14. O, wie kann ich wohl fröhlich sein: O, wie kann ich wohl fröhlich sein?
15. O, grausam war mein Vater: O, grausam war mein Vater;
16. Wenn doch die ärge böse Welt: Wenn doch die ärge böse Welt;
17. Mariechen, komm ans Fensterlein: Mariechen komm ans Fensterlein;
18. O Zaub'rin, leb'wohl: Leb'wohl, o of the Zaub'rin;
19. Wie gleitet schnell das leichte Boot: Wie gleitet schnell das leichte Boot;
20. Der treue Johnie: O wann kehrst of the zuruck;
21. Jeanie's Trübsal: Als William jungst mich schmahte;
22. Die Hochlands Wache: Alt Schottland, wecke deiner Hohn;
23. Des Schafers Lied: Die Masslieb glänzt auf grunem Grund;
24. Noch einmal wecken Thränen: Noch einmal wecken Thränen bang;
25. Das Baschen in unserm Strasschen: Von allen Mädchen glatt und schön.

- Opus 109: Соната для фортепіано № 30 мі-бемоль мажор (1822).
- Opus 110: Соната для фортепіано № 31 ля-бемоль мажор (1822). ⇒
- Opus 111: Соната для фортепіано № 32 до мінор (1822) (1822). ⇒
- Opus 112: Meeresstille und glückliche Fahrt («Спокійне море та щаслива подорож»), кантата для хору з оркестром (1815).
- Opus 113: Руїни Афін (Die Ruinen von Athen), увертюра і музика до вистави (1811).
- Opus 114: Освячення дому (1822).
- Opus 115: Іменний день (Бетховен) (Zur Namensfeier), увертюра (1815).
- Opus 116: Тріо для сопрано, тенора і баса з оркестром «Tremate empi tremate» (1802).
- Opus 117: Король Стефан (König Stephan), увертюра і музика до вистави (1811).
- Opus 118: Elegischer Gesang для чотирьох голосів та струнного квартету (1814).
- Opus 119: Одинадцять нових багателей для фортепіано (1822):

1. Allegretto соль мінор;
2. Andante con moto до мажор;
3. A l'Allemande ре мажор;
4. Andante cantabile ля мажор;
5. Risoluto до мінор;
6. Andante — Allegretto соль мажор;
7. Allegro, ma non troppo до мажор;
8. Moderato cantabile до мажор;
9. Vivace moderato ля мінор;
10. Allegramente ля мажор;
11. Andante, ma non troppo сі мажор.

- Opus 120: Тридцять три варіації для фортепіано на вальс Діабеллі до мажор («Варіації Діабеллі») (1823): ⇒

1. Alla Marcia maestoso; ⇒
2. Poco Allegro; ⇒
3. L'istesso tempo; ⇒
4. Un poco più vivace; ⇒
5. Allegro vivace; ⇒
6. Allegro ma non troppo e serioso; ⇒
7. Un poco più allegro; ⇒
8. Poco vivace; ⇒
9. Allegro pesante e risoluto; ⇒
10. Presto; ⇒
11. Allegretto; ⇒
12. Un poco più moto; ⇒
13. Vivace; ⇒
14. Grave e maestoso; ⇒
15. Presto Scherzando; ⇒
16. Allegro; ⇒
17. Allegro; ⇒
18. Poco moderato; ⇒
19. Presto; ⇒
20. Andante; ⇒
21. Allegro con brio; ⇒
22. Allegro molto; ⇒
23. Allegro assai; ⇒
24. Fughetta (Andante); ⇒
25. Allegro; ⇒
26. Piacevole; ⇒
27. Vivace; ⇒
28. Allegro; ⇒
29. Adagio ma non troppo; ⇒
30. Andante, sempre cantabile; ⇒
31. Largo, molto espressivo; ⇒
32. Fuga: Allegro; ⇒
33. Tempo di Menuetto moderato. ⇒

- Opus 121a: Фортепіанне тріо № 11 (Варіації на тему «Ich bin der Schneider Kakadu» Венцеля Мюллера) (1803).
- Op. 121b: Opferlied, пісня (1822).
- Opus 122: Bundeslied, пісня (1824).
- Opus 123: Урочиста меса ре мажор (1823).
- Opus 124: Освячення дому (Die Weihe де Hauses), увертюра (1822).
- Opus 125: Симфонія № 9 ре мінор (1824).
- Opus 126: Шість багателей для фортепіано (1824):

1. Andante con moto, Cantabile compiacevole соль мажор;
2. Allegro соль мінор;
3. Andante, Cantabile e grazioso мі-бемоль мажор;
4. Presto сі мінор;
5. Quasi allegretto соль мажор;
6. Presto, Andante amabile e con moto мі-бемоль мажор.

- Opus 127: Струнний квартет № 12 мі-бемоль мажор (1825).
- Opus 128: «Der Kuss», пісня (1822).
- Opus 129: Rondo à Capriccio для фортепіано соль мажор («Лють з приводу загубленого гроша») (1795).
- Opus 130: Струнний квартет № 13 сі-бемоль мажор (1825).
- Opus 131: Струнний квартет № 14 до-дієз мінор (1826).
- Opus 132: Струнний квартет № 15 ля мінор (1825).
- Opus 133: Велика фуга («Große Fuge») в сі-бемоль мажор (1826).
- Opus 134: Велика фуга (перекладення для фортепіано в 4 руки) (1826).
- Opus 135: Струнний квартет № 16 фа мажор (1826).
- Opus 136: Der glorreiche Augenblick («Момент слави»), кантата для чотирьох солістів, хору та оркестру (1814).
- Opus 137: Фуга для струнного квінтету ре мажор (1817).
- Opus 138: увертюра до опери Леонора — «Leonora I» (1807).

### Твори без указання опусу

#### Твори з нумерацією WoO

##### Інструментальні твори(WoO 1..86)

###### Оркестрові твори(WoO 1..24)
Для оркестру (WoO 1..3)
- WoO 1: Музика до балету Ritterballett — 8 частин (1790)[14].
- WoO 2a: Тріумфальний марш для оркестру до трагедії «Tarpeja» Крістофа Куффнера (1813)[15].
- WoO 2b: Прелюдія до ІІ акту трагедії «Tarpeja» ре мажор (1813)[16].
- WoO 3: «Gratulations-Menuett», менует для оркестру мі-бемоль мажор (1822)[17].

Концерти (WoO 4..6)
- WoO 4: Концерт для фортепіано мі-бемоль мажор (1784)[18].
- WoO 5: Фрагмент скрипкового концерту до мажор (1792)[19].
- WoO 6: Рондо для фортепіано з оркестром в сі-бемоль мажор (1973)[20].

Танці (WoO 7..17)
- WoO 7: 12 менуетів для оркестру. (фортепіанна версія Hess 101) (1973):

1. Менует для оркестру ре мажор[21];
2. Менует для оркестру сі мажор[22];
3. Менует для оркестру соль мажор[23];
4. Менует для оркестру мі-бемоль мажор[24];
5. Менует для оркестру до мажор[25];
6. Менует для оркестру ля мажор[26];
7. Менует для оркестру ре мажор[27];
8. Менует для оркестру сі мажор[28];
9. Менует для оркестру соль мажор[29];
10. Менует для оркестру мі-бемоль мажор[30];
11. Менует для оркестру до мажор[31];
12. Менует для оркестру фа мажор[32].

- WoO 8: 12 німецьких танців (Allemande) для оркестру (пізніше перекладені для фортепіано) (1795):

1. Німецький танець для оркестру до мажор[33];
2. Німецький танець для оркестру ля мажор[34];
3. Німецький танець для оркестру фа мажор[35];
4. Німецький танець для оркестру сі мажор[36];
5. Німецький танець для оркестру мі-бемоль мажор[37];
6. Німецький танець для оркестру соль мажор[38];
7. Німецький танець для оркестру до мажор[39];
8. Німецький танець для оркестру ля мажор[40];
9. Німецький танець для оркестру фа мажор[41];
10. Німецький танець для оркестру ре мажор[42];
11. Німецький танець для оркестру соль мажор[43];
12. Німецький танець для оркестру до мажор[44].

- WoO 9: 6 менуетів для двох скрипок і віолончелі (1795):

1. Менует для двох скрипок і віолончелі мі-бемоль мажор[45];
2. Менует для двох скрипок і віолончелі соль мажор[46];
3. Менует для двох скрипок і віолончелі до мажор[47];
4. Менует для двох скрипок і віолончелі фа мажор[48];
5. Менует для двох скрипок і віолончелі ре мажор[49];
6. Менует для двох скрипок і віолончелі соль мажор[50].

- WoO 10: 6 менуетів для оркестру (оригінальна версія не збереглася, існує лише перекладення для фортепіано) (1795):

1. Менует для оркестру до мажор[51];
2. Менует для оркестру соль мажор[52];
3. Менует для оркестру мі-бемоль мажор[53];
4. Менует для оркестру сі мажор[54];
5. Менует для оркестру ре мажор[55];
6. Менует для оркестру до мажор[56].

- WoO 11: Сім австрійських народних танців (Lendler) для двох скрипок і віолончелі (оригінальна версія не збереглася, існує лише перекладення для фортепіано) (1799)[57].
- WoO 12: Дванадцять менуетів для оркестру (авторство під сумнівом, приписується брату Бетховена Карлу) (1799):

1. Менует до мажор для оркестру[58];
2. Менует ля мажор для оркестру[59];
3. Менует ре мажор для оркестру[60];
4. Менует фа мажор для оркестру[61];
5. Менует сі мажор для оркестру[62];
6. Менует мі-бемоль мажор для оркестру[63];
7. Менует до мажор для оркестру[64];
8. Менует фа мажор для оркестру[65];
9. Менует ре мажор для оркестру[66];
10. Менует сі мажор для оркестру[67];
11. Менует мі-бемоль мажор для оркестру[68];
12. Менует до мажор для оркестру[69];

- WoO 13: Дванадцять німецьких танців (Allemande) для оркестру (існує лише перекладення для фортепіано) (1797):

1. Німецький танець для оркестру ре мажор[70];
2. Німецький танець для оркестру сі мажор[71];
3. Німецький танець для оркестру соль мажор[72];
4. Німецький танець для оркестру ре мажор[73];
5. Німецький танець для оркестру фа мажор[74];
6. Німецький танець для оркестру сі мажор[75];
7. Німецький танець для оркестру ре мажор[76];
8. Німецький танець для оркестру соль мажор[77];
9. Німецький танець для оркестру мі-бемоль мажор[78];
10. Німецький танець для оркестру до мажор[79];
11. Німецький танець для оркестру ля мажор[80];
12. Німецький танець для оркестру ре мажор[81].

- WoO 14: 12 контрадансів для оркестру (1802):

1. Контраданс для малого оркестру до мажор[82];
2. Контраданс для малого оркестру ля мажор[83];
3. Контраданс для малого оркестру ре мажор[84];
4. Контраданс для малого оркестру сі мажор[85];
5. Контраданс для малого оркестру мі-бемоль мажор[86];
6. Контраданс для малого оркестру до мажор[87];
7. Контраданс для малого оркестру мі-бемоль мажор[88];
8. Контраданс для малого оркестру до мажор[89];
9. Контраданс для малого оркестру ля мажор[90];
10. Контраданс для малого оркестру до мажор[91];
11. Контраданс для малого оркестру соль мажор[92];
12. Контраданс для малого оркестру мі-бемоль мажор[93].

- WoO 15: 6 австрійських народних танців (Lendler) для двох скрипок i віолончелі (також аранжоване для фортепіано) (1802):

1. Австрійський народний танець для двох скрипок i віолончелі ре мажор[94];
2. Австрійський народний танець для фортепіано ре мажор;
3. Австрійський народний танець для двох скрипок i віолончелі ре мажор[95];
4. Австрійський народний танець для фортепіано ре мажор;
5. Австрійський народний танець для двох скрипок i віолончелі ре мажор[96];
6. Австрійський народний танець для фортепіано ре мажор;
7. Австрійський народний танець для двох скрипок i віолончелі ре мінор[97];
8. Австрійський народний танець для фортепіано ре мінор;
9. Австрійський народний танець для двох скрипок i віолончелі ре мажор[98];
10. Австрійський народний танець для фортепіано ре мажор;
11. Австрійський народний танець для двох скрипок i віолончелі ре мажор[99];
12. Австрійський народний танець для фортепіано ре мажор.

- WoO 16: 12 танців екосезів (Écossaises) для оркестру (авторство під сумнівом)[100];
- WoO 17: 11 «Mödlinger Tänze» для 7 інструментів: 2 кларнетів, 2 валторн, 2 скрипок і контрабаса (авторство під сумнівом) (1819):

1. Вальс для інструментів мі-бемоль мажор[101];
2. Менует для інструментів сі мажор[102];
3. Вальс для інструментів сі мажор[103];
4. Менует для інструментів мі-бемоль мажор[104];
5. Менует для інструментів мі-бемоль мажор[105];
6. Австрійський народний танець (Lendler) для інструментів мі-бемоль мажор[106];
7. Менует для інструментів сі мажор[107];
8. Австрійський народний танець (Lendler) для інструментів сі мажор[108];
9. Менует для інструментів соль мажор[109];
10. Вальс для інструментів ре мажор[110];
11. Вальс для інструментів ре мажор[111].

Марші i танці для духових інструментів (WoO 18..24)
- WoO 18: Марш № 1 для військового оркестру фа мажор (1808)[112].
- WoO 19: Марш № 2 для військового оркестру фа мажор (1810)[113].
- WoO 20: Марш для військового оркестру до мажор «Zapfenstreich» (1809) (trio фа мажор додане в 1822)[114].
- WoO 21: Полонез для військового оркестру ре мажор (1810)[115].
- WoO 22: Екосез для військового оркестру ре мажор (1809)[116].
- WoO 23: Екосез для військового оркестру соль мажор (1810) (існує тільки фортепіанне перекладення Carla Czernego)[117].
- WoO 24: Марш для військового оркестру ре мажор (1816)[118].

###### Камерні твори(WoO 25..46)
Камерні твори без фортепіано (WoO 25..35)
- WoO 25: Рондо для 2 гобоїв, 2 кларнетів, 2 валторн i 2 фаготів мі мажор (1792) (wstępna версія finału Oktetu, opus 103)[119]. ⇒
- WoO 26: Дует для двох флейт соль мажор (1792)[120].
- WoO 27: Три дуети для кларнету і фаготу (1815) (авторство під сумнівом):

1. Дует для кларнету і фаготу до мажор (авторство під сумнівом)[121];
2. Дует для кларнету і фаготу фа мажор (авторство під сумнівом)[122];
3. Дует для кларнету і фаготу сі мажор (авторство під сумнівом)[123].

- WoO 28: Варіації для 2 гобоїв та англійського рожка на тему «La ci darem la mano» з опери «Дон Жуан (опера)» Моцарта до мажор (1795) (ймовірно 1 версія Тріо, op. 87)[124].
- WoO 29: Марш для секстету (2 кларнети, 2 валторни i 2 фаготи) «Grenadiermarsch» сі мажор (patrz: H107)[125].
- WoO 30: Три equale для 4 тромбонів (1815). (вокальна версія для 4 чоловічих голосів була виконана на похоронах Бетховена):

1. Equali для 4 тромбонів ре мінор[126];
2. Equali для 4 тромбонів ре мажор[127];
3. Equali для 4 тромбонів сі мажор[128].

- WoO 31: Фуга для органу ре мажор (1783)[129].
- WoO 32: Дует для альта і віолончелі мі-бемоль мажор «Mit zwei obligaten Augengläsern» (1797)[130].
- WoO 33: 5 творів для флейти або механічного годинника (1794—1800):

1. Adagio assai для флейти або механічного годинника фа мажор (1799)[131];
2. Scherzo-Allegro для флейти або механічного годинника соль мажор (1800)[132];
3. Allegro для флейти або механічного годинника соль мажор (1799)[133];
4. Allegro non piu molto для флейти або механічного годинника до мажор (1794)[134];
5. Menuet-Allegretto для флейти або механічного годинника до мажор (1794)[135].

- WoO 34: Дует для двох скрипок ля мажор (1822)[136].
- WoO 35: Канон для двох скрипок (або 2 віолончелей) ля мажор (1825)[137].

Камерні твори з фортепіано (WoO 36..46)
- WoO 36: Три фортепіанних квартета (1785):

1. Фортепіанний квартет мі-бемоль мажор[138];
2. Фортепіанний квартет ре мажор. (Temat Allegro odpowiada początkowi niedokończonej symfonii — H298)[139];
3. Фортепіанний квартет до мажор[140].

- WoO 37: Тріо для фортепіано, флейти, фагота соль мажор (1786)[141].
- WoO 38: Фортепіанне тріо № 8 мі-бемоль мажор (1791) (ймовірно спочатку було призначене до op. 1)[142].
- WoO 39: Allegretto сі-бемоль мажор для фортепіанного тріо (Фортепіанне тріо № 9) (1812)[143].
- WoO 40: Дванадцять варіацій для фортепіано i скрипки фа мажор на тему «Se vuol ballare» з опери Моцарта «Весілля Фігаро» (1793)[144].
- WoO 41: Рондо для фортепіано i скрипки соль мажор (1794)[145].
- WoO 42: 6 німецьких танців (Allemande) для скрипки і фортепіано (1796):

1. Німецький танець для скрипки і фортепіано фа мажор[146];
2. Німецький танець для скрипки і фортепіано ре мажор[147];
3. Німецький танець для скрипки і фортепіано фа мажор[148];
4. Німецький танець для скрипки і фортепіано ля мажор[149];
5. Німецький танець для скрипки і фортепіано ре мажор[150];
6. Німецький танець для скрипки і фортепіано соль мажор[151].

- WoO 43a: Сонатіна для мандоліни та клавесину до мажор (1796)[152].
- WoO 43b: Adagio для мандоліни та клавесину мі-бемоль мажор (1796)[153].
- WoO 44a: Сонатіна для мандоліни та клавесину до мажор (1796)[154].
- WoO 44b: Andante i варіації для мандоліни та клавесину ре мажор (1796)[155].
- WoO 45: Дванадцять варіацій для віолончелі i фортепіано соль мажор на тему «Nadchodzi zwycięzca» з ораторії Генделя «Juda Machabeusz» (1796)[156].
- WoO 46: Сім варіацій для віолончелі i фортепіано мі-бемоль мажор на тему арії «Bei Männern, welche Liebe fühlen» з опери Моцарта «Чарівна флейта» (1801)[157].

###### Фортепіанні твори для 2 або 4 рук(WoO 47..86)
Сонати та твори з однієї частини (WoO 47..62)
- WoO 47: Три фортепіанні сонати («Kurfürstensonaten») (1783):

1. Фортепіанна соната мі-бемоль мажор[158];
2. Фортепіанна соната фа мінор[159];
3. Фортепіанна соната ре мажор[160].

- WoO 48: Рондо для фортепіано до мажор (1783)[161].
- WoO 49: Рондо для фортепіано ля мажор (1783)[162].
- WoO 50: Дві частини фортепіанної сонати фа мажор (1792)[163].
- WoO 51: Фортепіанна соната до мажор (фрагмент) (1798)[164].
- WoO 52: Престо (багатель) для фортепіано до мінор (1822)[165].
- WoO 53: Allegretto (багатель) для фортепіано до мінор (1797)[166].
- WoO 54: Lustig-Traurig (багатель) для фортепіано до мажор (1802)[167].
- WoO 55: Прелюдія для фортепіано фа мінор (1803)[168].
- WoO 56: Allegretto (багатель) для фортепіано до мажор (1803, рев. 1822)[169].
- WoO 57: Andante для фортепіано фа мажор («Andante favori») (перша версія середньої частини сонати op. 53) (1804)[170].

- WoO 58: Фортепіанні каденції ре мінор для 1 i 3 частини фортепіанного концерту ре мінор Моцарта (K. 466)[171]:

1. Фортепіанна каденція ре мінор для 1 частини фортепіанного концерту ре мінор Моцарта (K. 466);
2. Фортепіанна каденція ре мінор для 3 частини фортепіанного концерту ре мінор Моцарта (K. 466).

- WoO 59: Poco moto (багатель) для фортепіано ля мінор («До Елізи») (1810)[172]. ⇒
- WoO 60: Ziemlich lebhaft (багатель) для фортепіано сі-бемоль мажор (1818)[173].
- WoO 61: Allegretto для фортепіано сі мінор (1821)[174].
- WoO 61a: Allegretto quasi Andante для фортепіано соль мінор (1825)[175].
- WoO 62: Струнний квінтет до мажор (1826) (незавершений, існує тільки транскрипція для фортепіано)[176].

Варіації (WoO 63..80)
- WoO 63: Дев'ять варіацій для фортепіано на марш Ернста Крістофа Дресслера до мінор (1782)[177].
- WoO 64: Шість варіації на швейцарську пісню для фортепіано або арфи фа мажор (1792)[178].
- WoO 65: Двадцять чотири варіації для фортепіано на арію Вінченцо Ріґіні «Venni Amore» ре мажор (1791)[179].
- WoO 66: Тринадцять варіацій для фортепіано на арію «Es war einmal ein alter Mann» з опери Діттерсдорфа «Das rote Käppchen» ля мажор (1792)[180].
- WoO 67: Вісім варіацій для фортепіано в чотири руки на тему графа Вальдштейна до мажор (1792)[181].
- WoO 68: Дванадцять варіацій для фортепіано на «Менует ла Віган» з балету Якоба Гайбеля «La disturbate nozza» до мажор (1795)[182].
- WoO 69: Дев'ять варіацій для фортепіано на тему «Quant'e piu bello» з опери Джованні Паїзієлло «La Molinara» ля мажор (1795)[183].
- WoO 70: Шість варіацій для фортепіано на тему «Nel cor piu non mi sento» з опери Джованні Паїзієлло «La Molinara» соль мажор (1795)[184].
- WoO 71: Дванадцять варіацій для фортепіано на російський танець з балету Павла Враніцького «Das Waldmädchen» ля мажор (1797)[185].
- WoO 72: Вісім варіацій для фортепіано на тему «Une fievre Brûlante» з опери Андре Ернеста Модеста Гретрі «Річард Левине Серце» до мажор (1798)[186].
- WoO 73: Варіації для фортепіано на тему «La stessa, la stessissima» з опери Антоніо Сальєрі Фальстаф сі мажор (1799)[187].
- WoO 74: «Ich Denke Dein», пісня з шістьма варіаціями для фортепіано в чотири руки ре мажор (1803)[188].
- WoO 75: Сім варіацій для фортепіано на тему «Kind, willst du ruhig schlafen» з опери Петера Вінтера «Das unterbrochene Opferfest» фа мажор (1799)[189].
- WoO 76: Вісім варіацій для фортепіано на тему «Tandeln und scherzen» з опери Франца Ксавера Зюсмайєра «Soliman II» фа мажор (1799)[190].
- WoO 77: Шість легких варіацій для фортепіано на оригінальну тему соль мажор (1800)[191].
- WoO 78: Сім варіацій для фортепіано на тему «Боже, бережи короля» до мажор[192].
- WoO 79: П'ять варіацій для фортепіано на тему «Rule Britannia» ре мажор (1803)[193].
- WoO 80: Тридцять дві варіації на оригінальну тему до мінор (1806)[194].

Танці (WoO 81..86)
- WoO 81: Allemande для фортепіано ля мажор (1793)[195].
- WoO 82: Менует для фортепіано мі-бемоль мажор (1803)[196].
- WoO 83: 6 екосезів для фортепіано і оркестру мі-бемоль мажор (1806) (можуть бути частиною WoO 16)[197].

- WoO 84: Вальс для фортепіано мі-бемоль мажор (1824)[198].
- WoO 85: Вальс для фортепіано ре мажор (1825)[199].
- WoO 86: Екосез для фортепіано мі-бемоль мажор (1825)[200]. ⇒

##### Вокальні твори(WoO 87-205)

###### Кантати, хори і арії з оркестром(WoO 87..98)
- WoO 87: Похоронна кантата на смерть Імператора Йосифа ІІ для солістів, хору та оркестру (1790)[201].
- WoO 88: Кантата на честь вступу на престол імператора Леопольда ІІ для солістів, хору та оркестру (1790)[202].
- WoO 89: Арія для баса з оркестром фа мажор «Prüfung des Küssens» (1792)[203].
- WoO 90: Арія для баса з оркестром ре мажор «Mit Mädeln sich vertragen» (1792)[204].
- WoO 91: Дві арії на тему «Die Schöne Schusterin»[205]:

1. Арія для тенора або сопрано і оркестру фа мажор «O welch ein Leben!» на тему «Die Schöne Schusterin» (1795)[206];
2. Арія для сопрано і оркестру сі мажор «Soll ein Schuh nicht drücken?» на тему «Die Schöne Schusterin» (1795)[207].

- WoO 92: Речитатив та арія для сопрано і оркестру ля мажор «Primo Amore» (1792)[208].
- WoO 92a: Aria для сопрано і струнного оркестру «No, non turbarti» (1802)[209].
- WoO 93: Дует для сопрано і тенора з оркестром мі мажор «Nei giorni Tuoi felice» (1802)[210].
- WoO 94: Арія для баса, хору i оркестру сі мажор «Die gute Nachricht» до драми «Germania» (1814)[211].
- WoO 95: Хор для 4 голосів, хору i оркестру ля мажор «Chor auf die verbündeten Fürsten» (lub od pierwszej frazy: «Ihr weisen Gründer glücklicher Staaten») (1814)[212].
- WoO 96: Музика для хору, голосу i оркестру до драми «Leonore Prohaska». (4 частина, Траурний марш, є оркестровою версією похоронного марша із фортепіанної сонати № 12 op. 26) (1815)[213]:

1. Музика для хору і оркестру сі мажор «Krigerchor: Wir bauen und sterben»[214];
2. Музика для солістів і оркестру соль мажор «Romanze: Es blüht eine Blume im Garten»[215];
3. Музика для речитативу з оркестром ре мажор «Melodram: Du, dem sie gewunden»[216];
4. Музика для оркестру сі мінор «Траурний марш»[217].

- WoO 97: Пісня для баса, хору i оркестру ре мажор на тему «Es ist vollbracht» з оперетти Фрідріха Трішке «Die Ehrenpforten» (1815)[218].
- WoO 98: Хор для сопрано i хору з оркестром сі мажор на тему пісні «Wo die sich Pulse» з оперетти «Освячення дому» (1822))[219].

###### Твори для декількох голосів у супроводі фортепіано або без супроводу(WoO 99..106)
- WoO 99: Цикл пісень «Mehrstimmige italienische Gesänge» (1794..1803):
  - 1. Дует для сопрано i тенора: «Bei labbri, che Amore»[220];
  - 2. Тріо для сопрано, тенора i баса: «Chi mai di questo core»[221];
  - 3a. Дует «Fra tutte le pene»[222];
  - 3b. Тріо «Fra tutte le pene»[222];
  - 3c. Квартет «Fra tutte le pene»[222];
  - 4a. Квартет для сопрано, альта, тенора i баса сі мажор «Gia la notte s'avvicina»[223];
  - 4b. Тріо для альта, тенора i баса до мажор «Gia la notte s'avvicina»[223];
  - 5a. Квартет для сопрано, альта, тенора i баса сі мажор «Giura il nocchier»[224];
  - 5b. Тріо для сопрано, альта i баса сі мажор «Giura il nocchier»[224];
  - 6. Тріо для сопрано, альта i тенора соль мажор «Ma tu tremi»[225];
  - 7a. Квартет для сопрано, альта, тенора i баса сі мажор «Nei campi e nelle selve» (1 версія)[226];
  - 7b. Квартет для сопрано, альта, тенора i баса сі мажор «Nei campi e nelle selve» (2 версія)[226];
  - 8. Пісня для фортепіано i хору ре мажор «O care selve, oh cara»[227];
  - 9. Тріо для сопрано, альта i баса мі-бемоль мажор «Per te d'amico aprile»[228];
  - 10a. Дует для сопрано i альта фа мажор «Quella cetra ah pur tu sei»[229];
  - 10b. Тріо для сопрано, тенора i баса ля мажор «Quella cetra ah pur tu sei»[229];
  - 10c. Квартет для сопрано, альта, тенора i баса соль мажор «Quella cetra ah pur tu sei»[229];
  - 11. Дует для сопрано i тенора ре мажор «Scrivo in te»[230];
  - 12. Квартет для сопрано, альта, тенора i баса до мажор «Silvio, amante disperato»[231].
- WoO 100: Музичний жарт для 3 голосів i хору соль мажор «Lob auf den Dicken» (1801)[232].
- WoO 101: Музичний жарт для трьох голосів i хору мі-бемоль мажор «Graf Graf, liebster Graf» (1802)[233].
- WoO 102: Пісня для тенора i двох басов «Abschiedsgesang» (1814)[234].
- WoO 103: Кантата для 4 голосів (сопрано, два тенори та бас) i фортепіано сі мажор «Un lieto Brindisi» («Cantata campestre») по «Johannisfeier begehn wir heute» (1814)[235].
- WoO 104: Пісня для двох тенорів i баса до мінор «Gesang der Mönche» на тему «Rasch tritt der Tod den Menchen an» з драми Фрідріха Шиллера «Вільгельм Тель» (1817)[236].
- WoO 105: Пісня для тенора, хору i фортепіано до мажор «Hochzeitslied» (1819)[237].
- WoO 106: Кантата для сопрано, хору i фортепіано мі-бемоль мажор «Lobkowitz-Kantate: Es lebe unser teurer Furst!» (1823)[238].

###### Пісні для голосу та фортепіано(WoO 107..151)
Двадцять чотири пісні (WoO 107—130)
- WoO 107: Пісня для голосу з фортепіано соль мажор «Achilderung eines Machens» (1782)[239].
- WoO 108: Пісня для сопрано з фортепіано ля мажор «An einen Säugling» (1784)[240].
- WoO 109: Пісня для хору з фортепіано до мажор «Trinklied (beim Abschied zu singen)» (1790)[241].
- WoO 110: Пісня для голосу з фортепіано фа мінор «Elegie auf den Tod eines Pudels» («Stirb immerhin, es welken ja so viele der Freuden») (1793)[242].
- WoO 111: Пісня для голосу з фортепіано соль мажор «Punschlied» (1792)[243].
- WoO 112: Пісня для голосу з фортепіано соль мажор «An Laura» (1792)[244].
- WoO 113: Пісня для голосу з фортепіано мі мажор «Klage» (1790)[245].
- WoO 114: Пісня для голосу з фортепіано мі мажор «Ein Selbstgespräch» (1792)[246].
- WoO 115: Пісня для голосу з фортепіано ре мажор «An Minna» (1792)[247].
- WoO 116: Пісня для голосу з фортепіано до мінор «Que le temps me dure» (1 версія) (1793)[248].
- WoO 116: Пісня для голосу з фортепіано до мажор «Que le temps me dure» (1 версія) (1793).
- WoO 117: Пісня для голосу з фортепіано до мажор «Der freie Mann» (1794)[249].
- WoO 118: Дві пісні для голосу з фортепіано «Seufzer eines Ungeliebten»[250]:

1. Пісня для голосу з фортепіано «Hast du nicht Liebe zugemessen» (1795);
2. Пісня для голосу з фортепіано «Gegenliebe» (мелодія була використана в Хоральній фантазії op. 80) (1795).

- WoO 119: Пісня для голосу з фортепіано соль мажор «O care selve, oh cara» (1795)[251].
- WoO 120: Пісня для голосу з фортепіано фа мажор «Man strebt, die Flamme zu verhehlen» (1802)[252].
- WoO 121: Пісня для голосу з фортепіано соль мажор «Abschiedsgesang an Wiens Bürger» (1796)[253].
- WoO 122: Пісня для голосу з фортепіано до мажор «Kriegslied der Osterreicher» (1797)[254].
- WoO 123: Пісня для голосу з фортепіано соль мажор «Zärtliche Liebe» (1795)[255].
- WoO 124: Пісня для голосу з фортепіано ля мажор «La partenza» (1795)[256].
- WoO 125: Пісня для голосу з фортепіано мі-бемоль мажор «La tiranna» (1799)[257].
- WoO 126: Пісня для голосу з фортепіано мі мажор «Opferlied» (1795)[258].
- WoO 127: Пісня для голосу з фортепіано до мажор «Neue Liebe, neues Leben» (слова повторно використані в пісні op. 75 № 2) (1782)[259].
- WoO 128: Пісня для голосу з фортепіано соль мажор «Plaisir d'aimer» (1799)[260].
- WoO 129: Пісня для голосу з фортепіано фа мажор «Der Wachtelschlag» (1803)[261].
- WoO 130: Пісня для голосу з фортепіано до мажор «Gedenke mein» (1820)[262].
- WoO 131: Ескіз до пісні для голосу з фортепіано ре мінор «Erlkönig» (1796)[263].
- WoO 132: Пісня для голосу з фортепіано мі-бемоль мажор «Als die Geliebte sich trennen wollte» (1806)[264].
- WoO 133: Пісня для голосу з фортепіано ля мажор «In questa Tomba oscura» (1807)[265].

- WoO 134: Пісня «Sehnsucht» («Прагнення»[266]) в чотирьох версіях (1808):

1. Пісня соль мінор «Sehnsucht» «Nur wer die Sehnsucht kennt»[267];
2. Пісня соль мінор «Sehnsucht» «Nur wer die Sehnsucht kennt»[268];
3. Пісня мі-бемоль мажор «Sehnsucht» «Nur wer die Sehnsucht kennt»[269];
4. Пісня соль мінор «Sehnsucht» «Nur wer die Sehnsucht kennt»[270].

Сімнадцять пісень (WoO 135—151)
- WoO 135: Пісня для голосу з фортепіано до мінор «Die laute Klage» (1815)[271].
- WoO 136: Пісня для голосу з фортепіано ре мажор «Andenken» (1808)[272].
- WoO 137: Пісня для голосу з фортепіано сі мажор «Gesang aus der Ferne» (1809)[273].
- WoO 138: Пісня для голосу з фортепіано сі мажор «Der Jüngling in der Fremde» (1809)[274].
- WoO 139: Пісня для голосу з фортепіано ре мажор «Der Liebende» (1809)[275].
- WoO 140: Пісня для голосу з фортепіано ре мажор «An die Geliebte»[276]:

1. версія 1 (1811);
2. версія 2 (1814).

- WoO 141: Пісня для голосу з фортепіано до мажор «Der Gesang der Nachtigall» (1813)[277].
- WoO 142: Пісня для голосу з фортепіано мі мінор «Der Bardengeist» (1813)[278].
- WoO 143: Пісня для голосу з фортепіано мі-бемоль мажор «Des Kriegers Abschied» (1814)[279].
- WoO 144: Пісня для голосу з фортепіано мі-бемоль мажор «Merkenstein» (1 версія) (1814)[280].
- WoO 145: Пісня для голосу з фортепіано соль мажор «Das Geheimnis (Liebe and Wahrheit)» «Wo blüht das Blümchen, das nie verblüht» (1815)[281].
- WoO 146: Пісня для голосу з фортепіано мі мажор «Sehnsucht» «Die stille Nacht umdunkelt» (1816)[282].
- WoO 147: Пісня для голосу з фортепіано ля мажор «Ruf vom Berge» «Wenn ich ein Vöglein wär» (1816)[283].
- WoO 148: Пісня для голосу з фортепіано фа мажор «So oder so» «Nord oder Süd!» (1817)[284].
- WoO 149: Пісня для голосу з фортепіано ре мажор «Resignation» «Lisch aus, mein Licht» (1817)[285].
- WoO 150: Пісня для голосу з фортепіано мі мажор «Abendlied unter'm gestirnten Himmel» «Wenn die Sonne nieder sinket» (1820)[286].
- WoO 151: Пісня для голосу з фортепіано соль мажор «Der edle Mensch sei hülfreich und gut» (1823)[287].

###### Обробки народних пісень для голосу чи кількох голосів у супроводі фортепіано(WoO 152..158)
- WoO 152: Двадцять п'ять ірландських народних пісень для голосу і фортепіанного тріо:

1. Ірландська народна пісня для сопрано, тенора, баса, скрипки, віолончелі і фортепіано фа мінор «The Return to Ulster» «Once again, but how chang'd» (1810)[288];
2. Ірландська народна пісня для 2 сопрано, скрипки, віолончелі і фортепіано ре мажор «Sweet Power of Song!» (1814)[289];
3. Ірландська народна пісня для голосу, скрипки, віолончелі і фортепіано фа мажор «Once more I hail thee» (1810)[290];
4. Ірландська народна пісня для голосу, скрипки, віолончелі і фортепіано соль мінор «The morning air plays on my face» (1810)[291];
5. Ірландська народна пісня для голосу, скрипки, віолончелі і фортепіано ля мінор «On the massacre of Glencoe» «O! tell me, harper» (1810)[292];
6. Ірландська народна пісня для 2 сопрано, тенора, скрипки, віолончелі і фортепіано сі мінор «What shall I do to shew how much I love her?» (1810)[293];
7. Ірландська народна пісня для голосу, скрипки, віолончелі і фортепіано ре мажор «His boat comes on the sunny tide» (1810)[294];
8. Ірландська народна пісня для голосу, скрипки, віолончелі і фортепіано фа мажор «Come draw we round a cheerful ring» (1810)[295];
9. Ірландська народна пісня для голосу, скрипки, віолончелі і фортепіано мі-бемоль мажор «The Soldier's Dream» «Our bugles sung truce» (1810)[296];
10. Ірландська народна пісня для голосу, скрипки, віолончелі і фортепіано фа мажор «The Deserter» «If sadly thinking and spirits sinking» (1812)[297];
11. Ірландська народна пісня для голосу, скрипки, віолончелі і фортепіано до мінор «Thou emblem of faith» (1812)[298];
12. Ірландська народна пісня для голосу, скрипки, віолончелі і фортепіано ре мажор «English Bulls, or The Irishman in London» «Och! have you not heard, Pat» (1810)[299];
13. Ірландська народна пісня для голосу, скрипки, віолончелі і фортепіано до мажор «Musing on the roaring ocean» (1812)[300];
14. Ірландська народна пісня для голосу, скрипки, віолончелі і фортепіано соль мажор «Dermot and Shelah» «O who sits so sadly» (1810)[301];
15. Ірландська народна пісня для голосу, скрипки, віолончелі і фортепіано ля мажор «Let brainspinning swains» (1810)[302];
16. Ірландська народна пісня для голосу, скрипки, віолончелі і фортепіано ре мажор «Hide not thy anguish» (1810)[303];
17. Ірландська народна пісня для голосу, скрипки, віолончелі і фортепіано ре мажор «In vain to this desert my fate I deplore» (1810)[304];
18. Ірландська народна пісня для голосу, скрипки, віолончелі і фортепіано ре мінор «They bid me slight my Dermot dear» (1810)[305];
19. Ірландська народна пісня для двох голосів, скрипки, віолончелі і фортепіано ля мінор «Wife, Children and Friends» «When the blackletter'd list to the gods was presented» (1812)[306];
20. Ірландська народна пісня для двох голосів, скрипки, віолончелі і фортепіано ре мінор «Farewell bliss and farewell Nancy» (1810)[307];
21. Ірландська народна пісня для голосу, скрипки, віолончелі і фортепіано ре мажор «Morning a cruel turmoiler is» (1812)[308];
22. Ірландська народна пісня для голосу, скрипки, віолончелі і фортепіано ре мажор «From Garyone, my happy home» «Garyone» (1812)[309];
23. Ірландська народна пісня для голосу, скрипки, віолончелі і фортепіано фа мажор «A wand'ring gypsey, Sirs, am I» (1810)[310];
24. Ірландська народна пісня для голосу, скрипки, віолончелі і фортепіано фа мажор «The Traugh Welcome» «Shall a son of O'Donnell be cheerless and cold» (1812)[311];
25. Ірландська народна пісня для голосу, скрипки, віолончелі і фортепіано мі-бемоль мажор «O harp of Erin thou art now laid low» «I once had a true love» (1812)[312].

- WoO 153: Двадцять ірландських народних пісень для голосу і фортепіанного тріо:

1. Ірландська народна пісня для двох голосів, скрипки, віолончелі і фортепіано мі-бемоль мажор «When eve's last rays in twilight die» (1810)[313];
2. Ірландська народна пісня для голосу, скрипки, віолончелі і фортепіано ре мажор «No riches from his scanty store» (1810)[314];
3. Ірландська народна пісня для голосу, скрипки, віолончелі і фортепіано ре мажор «The British Light Dragoons, or The Plain of Badajos» «’Twas a Marechal of France» (1810)[315];
4. Ірландська народна пісня для голосу, скрипки, віолончелі і фортепіано соль мінор «Since greybeards inform us that youth will decay» (1810)[316];
5. Ірландська народна пісня для двох голосів, скрипки, віолончелі і фортепіано до мінор «I dream'd I lay where flow'rs were springing» (1813)[317];
6. Ірландська народна пісня для голосу, скрипки, віолончелі і фортепіано до мінор «Sad and luckless was the season» (1815)[318];
7. Ірландська народна пісня для голосу, скрипки, віолончелі і фортепіано соль мінор «O soothe me, my lyre» (1813)[319];
8. Ірландська народна пісня для голосу і хору, скрипки, віолончелі і фортепіано фа мажор «Norah of Balamagairy» «Farewell mirth and hilarity» (1813)[320];
9. Ірландська народна пісня для голосу, скрипки, віолончелі і фортепіано мі-бемоль мажор «The kiss, dear maid, thy lip has left» (1813)[321];
10. Ірландська народна пісня для двох голосів, скрипки, віолончелі і фортепіано фа мажор «Oh, thou hapless soldier» (1810)[322];
11. Ірландська народна пісня для голосу, скрипки, віолончелі і фортепіано до мінор «When far from the home» (1813)[323];
12. Ірландська народна пісня для голосу, скрипки, віолончелі і фортепіано соль мажор «I'll praise the saints with early song» (1813)[324];
13. Ірландська народна пісня для голосу, скрипки, віолончелі і фортепіано соль мажор «Tis sunshine at last» (1815)[325];
14. Ірландська народна пісня для голосу, скрипки, віолончелі і фортепіано соль мажор «Paddy O'Rafferty» (1813)[326];
15. Ірландська народна пісня для голосу, скрипки, віолончелі і фортепіано фа мажор «Tis but in vain, for nothing thrives» (1813)[327];
16. Ірландська народна пісня для голосу, скрипки, віолончелі і фортепіано до мінор «O might I but my Patrick love!» (1813)[328];
17. Ірландська народна пісня для голосу, скрипки, віолончелі і фортепіано ля мажор «Come, Darby dear! easy, be easy» (1813)[329];
18. Ірландська народна пісня для голосу, скрипки, віолончелі і фортепіано мі-бемоль мажор «No more, my Mary, I sigh for splendour» (1813)[330];
19. Ірландська народна пісня для голосу, скрипки, віолончелі і фортепіано сі мажор «Judy, lovely, matchless creature» (1813)[331];
20. Ірландська народна пісня для голосу, скрипки, віолончелі і фортепіано ре мінор «Thy ship must sail, my Henry dear» (1813)[332].

- WoO 154: Дванадцять ірландських народних пісень:

1. Ірландська народна пісня для голосу, скрипки, віолончелі і фортепіано ре мажор «The Elfin Fairies» «We fairy elves in secret dells» «Planxty Kelly» (1813)[333];
2. Ірландська народна пісня для голосу, скрипки, віолончелі і фортепіано мі-бемоль мажор «O harp of Erin thou art now laid low» «I once had a true love» (1813)[334];
3. Ірландська народна пісня для голосу, скрипки, віолончелі і фортепіано соль мажор «The Farewell Song» «O Erin» «The old woman» (1813)[335];
4. Ірландська народна пісня для голосу, скрипки, віолончелі і фортепіано фа мажор «The pulse of a Irishman» «St Patrick's Day» (1813)[336];
5. Ірландська народна пісня для голосу, скрипки, віолончелі і фортепіано сі мінор «O who, my dear Dermot» «Crooghan a Venee» (1813)[337];
6. Ірландська народна пісня для голосу, скрипки, віолончелі і фортепіано фа мажор «Put round the bright wine» «Put round the bright wine» (1813)[338];
7. Ірландська народна пісня для голосу, скрипки, віолончелі і фортепіано ре мажор «From Garyone, my happy home» «Garyone» (1813)[339];
8. Ірландська народна пісня для голосу, хору, скрипки, віолончелі і фортепіано фа мажор «Save me from the grave and wise» «Nora Creina» (1813)[340];
9. Ірландська народна пісня для двох голосів, скрипки, віолончелі і фортепіано соль мінор «O would I were but that sweet linnet!» «The pretty girl milking the cow» (1813)[341];
10. Ірландська народна пісня для двох голосів, скрипки, віолончелі і фортепіано ре мажор «The hero may perish» «The fox's sleep» (1813)[342];
11. Ірландська народна пісня для двох голосів, скрипки, віолончелі і фортепіано фа мажор «The Soldier in a Foreign Land» «The Soldier in a Foreign Land» «The Brown Maid» (1813)[343];
12. Ірландська народна пісня для двох голосів, скрипки, віолончелі і фортепіано сі мажор «He promis'd me at parting» (1813)[344].

- WoO 155: Двадцять шість валлійських народних пісень:

1. Валійська народна пісня для голосу з фортепіано, скрипки і віолончелі сі мажор «Chase of the Wolf» «Sion, the Son of Evan» «Hear the shouts of Evan's son» (1810)[345];
2. Валійська народна пісня для двох голосів у супроводі фортепіано, скрипки і віолончелі до мінор «The Monks of Bangor's March» «When the heathen trumpet's clang» (1810)[346];
3. Валійська народна пісня для голосу з фортепіано, скрипки і віолончелі соль мажор «The Cottage Maid» «I envy not the splendour fine» (1810)[347];
4. Валійська народна пісня для голосу з фортепіано, скрипки і віолончелі мі-бемоль мажор «Love without Hope» «Her features speak the warmest heart» (1810)[348];
5. Валійська народна пісня для голосу з фортепіано, скрипки і віолончелі сі мажор «The Golden Robe» «A golden robe my Love shall wear» (1810)[349];
6. Валійська народна пісня для голосу з фортепіано, скрипки і віолончелі фа мажор «The Fair Maid of Mona» «How, my love, could hapless doubts o'ertake thee» (1810)[350];
7. Валійська народна пісня для голосу з фортепіано, скрипки і віолончелі мі-бемоль мажор «Oh let the night my blushes hide» (1810)[351];
8. Валійська народна пісня для голосу з фортепіано, скрипки і віолончелі ре мажор «Farewell, farewell, thou noisy town» (1810)[352];
9. Валійська народна пісня для голосу з фортепіано, скрипки і віолончелі мі-бемоль мажор «To the Aeolian Harp» «Harp of the winds» (1810)[353];
10. Валійська народна пісня для голосу з фортепіано, скрипки і віолончелі фа мажор «Ned Pugh's Farewell» «To leave my dear girl, my country, and friends» (1810)[354];
11. Валійська народна пісня для голосу з фортепіано, скрипки і віолончелі мі-бемоль мажор «Merch Megan, or Peggy's Daughter» «In the white cot where Peggy dwells» (1810)[355];
12. Валійська народна пісня для голосу з фортепіано, скрипки і віолончелі ре мажор «Waken Lords and Ladies gay» (1810)[356];
13. Валійська народна пісня для голосу з фортепіано, скрипки і віолончелі ля мажор «Helpless Woman» «How cruel are the parents» (1810)[357];
14. Валійська народна пісня для двох голосів у супроводі фортепіано, скрипки і віолончелі сі мажор «The Dream» «Last night worn with anguish» (1810)[358];
15. Валійська народна пісня для голосу з фортепіано, скрипки і віолончелі ля мінор «When mortals all to rest retire» (1810)[359];
16. Валійська народна пісня для голосу з фортепіано, скрипки і віолончелі соль мажор «The Damsels of Cardigan» «Fair Tivy» (1810)[360];
17. Валійська народна пісня для голосу з фортепіано, скрипки і віолончелі фа мажор «The Dairy House» «A spreading hawthorn shades the seat» (1810)[361];
18. Валійська народна пісня для голосу з фортепіано, скрипки і віолончелі фа мажор «Sweet Richard» «Yes, thou art chang'd since first we met» (1810)[362];
19. Валійська народна пісня для голосу з фортепіано, скрипки і віолончелі соль мінор «The Vale of Clwyd» «Think not I'll leave» (1810)[363];
20. Валійська народна пісня для голосу з фортепіано, скрипки і віолончелі ре мажор «To the Blackbird» «Sweet warbler of a strain divine» (1813)[364];
21. Валійська народна пісня для голосу з фортепіано, скрипки і віолончелі ре мажор «Cupid's Kindness» «Dear brother» (1810)[365];
22. Валійська народна пісня для двох голосів у супроводі фортепіано, скрипки і віолончелі соль мінор «Constancy» «Tho’ cruel fate should bid us part» (1810)[366];
23. Валійська народна пісня для голосу з фортепіано, скрипки і віолончелі сі мінор «The Old Strain» «My pleasant home beside the Dee!» (1810)[367];
24. Валійська народна пісня для голосу з фортепіано, скрипки і віолончелі ре мажор «Three Hundred Pounds» «In yonder snug cottage» (1810)[368];
25. Валійська народна пісня для голосу з фортепіано, скрипки і віолончелі ля мінор «The Parting Kiss» «Laura, thy sighs must now no more» (1815)[369];
26. Валійська народна пісня для голосу з фортепіано, скрипки і віолончелі соль мажор «Good Night» «Ere yet we slumber seek» (1810)[370].

- WoO 156: Дванадцять шотландських народних пісень у супроводі фортепіано:

1. Шотландська народна пісня для вокального тріо у супроводі фортепіано соль мажор «The Banner of Buccleuch» «rom the brown crest of Newark» (1819)[371];
2. Шотландська народна пісня для вокального тріо у супроводі фортепіано ля мажор «Duncan Gray» «Duncan Gray came here to woo» (1818)[372];
3. Шотландська народна пісня для вокального тріо у супроводі фортепіано соль мажор «Up! quit thy bower» (1819)[373];
4. Шотландська народна пісня для вокального тріо у супроводі фортепіано до мажор «Ye shepherds of this pleasant vale» (1818)[374];
5. Шотландська народна пісня для голосу з фортепіано ля мажор «Cease your funning» (1817)[375];
6. Шотландська народна пісня для голосу з фортепіано ре мажор «Highland Harry» «My Harry was a gallant gay» (1815)[376];
7. Шотландська народна пісня для голосу з фортепіано сі мажор «Polly Stewart» «O lovely Polly Stewart» (1818)[377];
8. Шотландська народна пісня для вокального тріо у супроводі фортепіано фа мінор «Womankind» «The hero may perish his country to save» (1818)[378];
9. Шотландська народна пісня для вокального тріо у супроводі фортепіано соль мінор «Lochnagar» «Away ye gay landscapes» (1818)[379];
10. Шотландська народна пісня для вокального тріо у супроводі фортепіано до мажор «Glencoe» «O tell us, Harper» (1819)[380];
11. Шотландська народна пісня для вокального тріо у супроводі фортепіано фа мажор «Auld Lang Syne» «Should auld acquaintance be forgot» (1818)[381];
12. Шотландська народна пісня для вокального тріо у супроводі фортепіано ля мажор «The Quaker's Wife» «Dark was the morn and black the sea» (1818)[382].

- WoO 157: Дванадцять народних пісень різних народів у супроводі фортепіано, скрипки та віолончелі:

1. Англійська народна пісня для голосу і хору у супроводі фортепіано, скрипки і віолончелі сі мажор «God Save the King» «God save our Lord the King» (1817)[383];
2. Ірландська народна пісня для голосу з фортепіано, скрипки і віолончелі фа мажор «The Soldier» «The Soldier» (1815)[384];
3. Шотландська народна пісня для вокального тріо у супроводі фортепіано, скрипки і віолончелі фа мажор «Charlie is my darling» (1819)[385];
4. Сицилійська народна пісня для вокального тріо у супроводі фортепіано, скрипки і віолончелі фа мажор «O sanctissima» (1817)[386];
5. Англійська народна пісня для вокального тріо у супроводі фортепіано, скрипки і віолончелі до мінор «The Miller of Dee» «here was a jolly miller once» (1819)[387];
6. Ірландська народна пісня для двох голосів у супроводі фортепіано, скрипки і віолончелі фа мажор «A health to the brave» (1815)[388];
7. Ірландська народна пісня для вокального тріо у супроводі фортепіано, скрипки і віолончелі до мажор «Robin Adair» «Since all thy vows, false maid» (1815)[389];
8. Ірландська народна пісня для голосу з фортепіано, скрипки і віолончелі соль мажор «By the side of the Shannon» (1815)[390];
9. Шотландська народна пісня для голосу і хору у супроводі фортепіано, скрипки і віолончелі мі мінор «Highlander's Lament» «My Harry was a gallant gay» (1820)[391];
10. Шотландська народна пісня для голосу з фортепіано, скрипки і віолончелі соль мінор «Sir Johnnie Cope» (1817)[392];
11. Ірландська народна пісня для голосу і хору у супроводі фортепіано, скрипки і віолончелі сі мажор «The Wandering Minstrel» «I am bow'd down» (1815)[393];
12. Венеціанська народна пісня для голосу з фортепіано, скрипки і віолончелі соль мажор «La gondoletta» «La biondina in gondoletta» (1816)[394].

- WoO 158a: Двадцять три пісні різних національностей у супроводі фортепіано, скрипки і віолончелі:

1. Данська народна пісня для голосу з фортепіано, скрипки і віолончелі фа мажор «Ridder Stigs Runer» (1817)[395];
2. Німецька народна пісня для голосу з фортепіано, скрипки і віолончелі мі мажор «Horch auf, mein Liebchen» (1816)[396];
3. Німецька народна пісня для голосу з фортепіано, скрипки і віолончелі мі-бемоль мажор «Wegen meiner blieb d'Fräula» (1816)[397];
4. Тирольська народна пісня для голосу з фортепіано, скрипки і віолончелі мі-бемоль мажор «Wann i in der Früh aufsteh» (1816)[398];
5. Тирольська народна пісня для голосу з фортепіано, скрипки і віолончелі фа мажор «Teppichkrämer-Lied» «I bin a Tyroler Bua» (1816)[399];
6. Тирольська народна пісня для голосу з фортепіано, скрипки і віолончелі фа мажор «A Madel, ja a Madel» (1816)[400];
7. Тирольська народна пісня для голосу з фортепіано, скрипки і віолончелі соль мажор «Wer solche Buema afipackt» (1817)[401];
8. Тирольська народна пісня для голосу з фортепіано, скрипки і віолончелі фа мажор «Ih mag di nit nehma, du töppeter Hecht» (1817)[402];
9. Польська народна пісня для голосу з фортепіано, скрипки і віолончелі соль мажор «Oj, oj upiłem się w karczmie» (1816)[403];
10. Польська народна пісня для голосу з фортепіано, скрипки і віолончелі соль мажор «Poszła baba po popiół» (1816)[404];
11. Іберійська народна пісня для голосу з фортепіано, скрипки і віолончелі соль мажор «Yo no quiero embarcarme» (1816)[405];
12. Португальська народна пісня для двох голосів у супроводі фортепіано, скрипки і віолончелі ля мажор «Seus lindos olhos» (1816)[406];
13. Російська народна пісня для голосу з фортепіано, скрипки і віолончелі до мажор «Во лесочке комарочков много уродилось» (1816)[407];
14. Російська народна пісня для голосу з фортепіано, скрипки і віолончелі соль мінор «Ах, реченьки, реченьки»(1816)[408];
15. Російська народна пісня для голосу з фортепіано, скрипки і віолончелі до мажор «Как пошли наши подружки» (1816)[409];
16. Українська (козацька) народна пісня для голосу з фортепіано, скрипки і віолончелі ля мінор «Schöne Minka, ich muß schei» (1816)[410];
17. Шведська народна пісня для голосу з фортепіано, скрипки і віолончелі ля мінор «Lilla Carl» (1817)[411];
18. Швейцарська народна пісня для двох голосів у супроводі фортепіано, скрипки і віолончелі фа мажор «An ä Bergli bin i gesässe» (1816)[412];
19. Іспанська народна пісня для голосу з фортепіано, скрипки і віолончелі сі мажор «Una paloma blanca» (1816)[413];
20. Іспанська народна пісня для двох голосів у супроводі фортепіано, скрипки і віолончелі до мажор «Como la mariposa soy» (1816)[414];
21. Іспанська народна пісня для голосу з фортепіано, скрипки і віолончелі до мажор «Tiranilla Espanola» (1816)[415];
22. Угорська народна пісня для голосу з фортепіано, скрипки і віолончелі соль мажор «Édes kinos emlékezet» (1817)[416];
23. Венеціанська народна пісня для голосу з фортепіано, скрипки і віолончелі ля мажор «Da brava, Catina» (1816)[417].

- WoO 158b: Сім британських народних пісень для голосу з фортепіано, скрипки і віолончелі:

1. Ірландська пісня для голосу з фортепіано, скрипки і віолончелі ля мажор «Adieu, my lov'd harp» (1813)[418];
2. Ірландська пісня для вокального тріо або квартету у супроводі фортепіано, скрипки і віолончелі (без тексту) мі-бемоль мажор «Castle O'Neill» (1813)[419];
3. Шотландська пісня для голосу з фортепіано, скрипки і віолончелі фа мажор «Oh ono chri!» (1817)[420];
4. Шотландська пісня для голосу з фортепіано, скрипки і віолончелі мі мажор «Red gleams the sun on yon hill tap» (1817)[421];
5. Шотландсько-ірландська пісня для голосу з фортепіано, скрипки і віолончелі соль мажор «Erin! O Erin!» (1815)[422];
6. Шотландська пісня для голосу з фортепіано, скрипки і віолончелі ля мінор «O Mary ye's be clad in silk» (1815)[423];
7. Ірландська пісня для голосу з фортепіано, скрипки і віолончелі соль мажор «Lament for Owen Roe O'Neill» (1810)[424].

- WoO 158c: Шість народних пісень для голосу з фортепіано, скрипки і віолончелі:

1. Пісня для голосу з фортепіано, скрипки і віолончелі мі мінор «When my Hero in court appears» (1817)[425];
2. Пісня для голосу з фортепіано, скрипки і віолончелі сі мажор «Air de Colin»[426];
3. Шотландська пісня для голосу з фортепіано, скрипки і віолончелі сі мажор «Mark yonder pomp of costly fashion» (1817)[427];
4. Шотландська пісня для трьох голосіву супроводі фортепіано, скрипки і віолончелі ля мажор «Bonnie wee thing» (1820)[428];
5. Шотландська пісня для трьох голосіву супроводі фортепіано, скрипки і віолончелі сі мажор «From thee, Eliza, I must go» (1820)[429];
6. Шотландська пісня для голосу з фортепіано, скрипки і віолончелі мі мінор (без назви) (1818)[430].

- WoO 158d: Французька пісня для голосу з фортепіано, скрипки і віолончелі фа мажор «Air Français» (1810)[431].

###### 43 вокальні канони(WoO 159..198)
- WoO 159: 3-голосний канон фа мажор «Im Arm der Liebe ruht sich's wohl» (1795)[432].
- WoO 160/1: 3-голосний канон соль мажор (dotyczy tekstu «O care selve» z WoO 119) (1795)[433].
- WoO 160/2: 4-голосний канон до мажор (bez tekstu) (1795)[434].
- WoO 161: 3-голосний канон до мажор «Ewig dein!» (1811)[435].
- WoO 162: 4-голосний канон сі мажор «Ta ta ta, lieber Mälzel» (1812)[436].
- WoO 163: 3-голосний канон фа мінор «Kurz ist der Schmerz, und ewig ist die Freude» (1813)[437].
- WoO 164: 3-голосний канон до мажор «Freundschaft ist die Quelle wahrer Glückseligkeit» (1814)[438].
- WoO 165: 4-голосний канон до мажор «Glück zum neuen Jahr!» (1 версія. 2 версія: WoO 176) (1815)[439].
- WoO 166: 3-голосний канон фа мажор «Kurz ist der Schmerz, und ewig ist die Freude» (1815)[440].
- WoO 167: 3-голосний канон до мажор «Brauchle, Linke» (1815)[441].
- WoO 168a: 3-голосний канон фа мажор «Das Schweigen» «Lerne Schweigen, o Freund» (1816)[442].
- WoO 168b: 3-голосний канон фа мажор «Das Reden» «Rede, wenn's um einen Freund dir gilt» (1816)[443].
- WoO 169: 2-голосний канон до мажор «Ich küße Sie, drücke Sie an mein Herz» (1816)[444].
- WoO 170: 2-голосний канон до мажор «Ars longa, vita brevis» (версія 1. Inne wersje: WoO 192 oraz WoO 193) (1816)[445].
- WoO 171: 4-голосний канон соль мажор «Glück fehl’ dir vor allem!» (1817)[446].
- WoO 172: 3-голосний канон мі-бемоль мажор «Ich bitt’ dich, schreib’ mir die Es-Scala auf» (1818)[447].
- WoO 173: 2-голосний канон сі мажор «Hol’ euch der Teufel! B'hüt euch Gott!» (1819)[448].
- WoO 174: 4-голосний канон сі мажор «Glaube und hoffe» (1819)[449].
- WoO 175: 4-голосний канон ля мажор/до мажор «Sankt Petrus war ein Fels/ Bernardus war ein Sankt» (1820)[450].
- WoO 176: 3-голосний канон фа мажор «Glück zum neuen Jahr!» (версія 2. версія 1: WoO 165)) (1819)[451].
- WoO 177: 2-голосний канон мі мінор «Bester Magistrat, Ihr frie» (1820)[452].
- WoO 178: 3-голосний канон сі мажор «Signor Abate» (1820)[453].
- WoO 179: 4-голосний канон до мажор «Seiner Kaiserlichen Hoheit…alles Gute, alles Schöne» (1819)[454].
- WoO 180: 2-голосний канон до мажор «Auf einen, welcher Hoffmann geheißen» «Hoffmann, sei ja kein Hofmann» (1820)[455].
- WoO 181/1: 4-голосний канон до мажор «Gedenket heute an Baden» (1820)[456].
- WoO 181/2: 4-голосний канон до мажор «Gehabt euch wohl» (1820)[457].
- WoO 181/3: 3-голосний канон до мажор «Tugend ist kein leerer Name» (1820)[458].
- WoO 182: 3-голосний канон ре мінор «O Tobias» (1821)[459].
- WoO 183: 4-голосний канон фа мажор «Bester Herr Graf, Sie sind ein Schaf» (1823)[460].
- WoO 184: 5-голосний канон соль мажор «Falstafferel, lass dich sehen!» (1823)[461].
- WoO 185: 6-голосний канон мі мажор «Edel sei der Mensch, hülfreich und gut» (1823)[462].
- WoO 186: 2-голосний канон мі-бемоль мажор «Te solo adoro» (1824)[463].
- WoO 187: 4-голосний канон фа мажор «Auf einen, welcher Schwenke geheißen» «Schwenke dich ohne Schwänke» (1824)[464].
- WoO 188: 2-голосний канон сі мажор «Gott ist eine feste Burg» (1825)[465].
- WoO 189: 4-голосний канон до мажор «Doktor, sperrt das Tor dem Tod» (1825)[466].
- WoO 190: 2-голосний канон до мажор «Ich war hier, Doktor, ich war hier» (1825)[467].
- WoO 191: 3-голосний канон сі мажор «Bach» «Kühl, nicht lau» (1825)[468].
- WoO 192: 4-голосний канон фа мажор «Ars longa, vita brevis» (версія 2. Інші версії: WoO 170 та WoO 193) (1825)[469].
- WoO 193: Канон до мажор «Ars longa, vita brevis» (версія 3. Інші версії: WoO 170 та WoO192) (1825)[470].
- WoO 194: Канон фа мажор «Si non per portas, per muros» (1825)[471].
- WoO 195: 2-голосний канон ля мінор «Freu dich des Lebens» (1825)[472].
- WoO 196: 4-голосний (tenory) канон фа мажор «Es muß sein!» (1826)[473].
- WoO 197: 5-голосний канон до мажор «Das ist das Werk, sorgt um das Geld!» (1826)[474].
- WoO 198: 2-голосний канон до мажор «Wir irren allesamt» (1826)[475].

###### Музичні жарти і приношення(WoO 199..205)
- WoO 199: Музичний жарт ре мажор «Ich bin der Herr von zu» (1814)[476].
- WoO 200: Твір для фортепіано соль мажор «Hoffnung O!» (1818)[477].
- WoO 201: Музичний жарт до мажор «Ich bin bereit! Amen» (1818)[478]
- WoO 202: Канон фа мажор «Das Schöne Guten zu dem» (pierwsza версія)(1823)[479].
- WoO 203: Канон ля мажор «Das Schöne Guten zu dem» (druga версія)(1825)[480].
- WoO 204: Музичний жарт ре мінор «Holz, Holz, geigt die Quartette so» (1825)[481].
- WoO 205: 10 музичних приношень:

1. Музичне приношення для альта, тенора і баса до мажор «Baron, Baron, Baron» (1798)[482];
2. Музичне приношення до мажор «Allein, allein, allein, jedoch. Silentium!!» (1814)[483];
3. Музичне приношення ля мінор «O Adjutant» (1817)[484];
4. Музичне приношення до мажор «Wo? Wo?» (1817)[485];
5. Музичне приношення ре мажор «Erfüllung, Erfüllung» (1819)[486];
6. Музичне приношення фа мажор «Scheut euch nicht» (1822)[487];
7. Музичне приношення мі мажор «Tobias! Paternostergäßler. Tobias! Paternostergäßlerischer, Bierhäuslerischer musikalischer Philister!» (1824)[488];
8. Музичне приношення ре мажор «Tobias Tobias» (1825)[489];
9. Музичне приношення до мажор «Bester Tobias» (1826)[490];
10. Музичне приношення до мажор «Erster aller Tobiasse» (1826)[491].

#### Твори з нумерацією за Anhang (Anh)
Твори з доповнення (нім. Anhang) з каталогу Кінського. Імовірно ці твори з'явились за життя Бетховена, проте авторство Бетховена під сумнівом.
- Anh 1: Симфонія до мажор «Jena» (зараз приписується Фрідріху Вітту)[492].
- Anh 2: Шість струнних квартетів:

1. Струнний квартет до мажор[493];
2. Струнний квартет соль мажор[494];
3. Струнний квартет мі-бемоль мажор[495];
4. Струнний квартет фа мінор[496];
5. Струнний квартет ре мажор[497];
6. Струнний квартет сі мажор[498].

- Anh 3: Фортепіанне тріо ре мажор (1799)[499]
- Anh 4: Соната для фортепіано i флейти сі мажор (1792)[500].
- Anh 5: Дві фортепіанні сонатини:

1. Сонатина для фортепіано соль мажор (1792)[501];
2. Сонатина для фортепіано фа мажор (1792)[502].

- Anh 6: Рондо для фортепіано сі мажор (1796)[503].
- Anh 7: Концерт для фортепіано з оркестром ре мажор (Частина pierwsza — Allegro)[504].
- Anh 8: Твори для фортепіано в 4 руки:

1. Гавот для фортепіано в 4 руки фа мажор[505];
2. Allegro для фортепіано в 4 руки сі мажор[506];
3. Траурний марш для фортепіано в 4 руки до мінор[507].

- Anh 9: Дев'ять німецьких танців для фортепіано в 4 руки :

1. Німецький танець для фортепіано в 4 руки до мажор (1815)[508];
2. Німецький танець для фортепіано в 4 руки фа мажор (1815)[509];
3. Німецький танець для фортепіано в 4 руки сі мажор (1815)[510];
4. Німецький танець для фортепіано в 4 руки соль мажор (1815)[511];
5. Німецький танець для фортепіано в 4 руки мі-бемоль мажор (1815)[512];
6. Німецький танець для фортепіано в 4 руки до мажор (1815)[513];
7. Німецький танець для фортепіано в 4 руки ре мажор (1815)[514];
8. Німецький танець для фортепіано в 4 руки соль мажор (1815)[515];
9. Німецький танець для фортепіано в 4 руки до мажор (1815)[516].

- Anh 10: Вісім варіацій для фортепіано на тему пісні «Gestern abend war Vetter Michael da» або «Ich habe ein kleines Huettchen nur» сі мажор (1795)[517].
- Anh 11: Марш для фортепіано фа мажор «Alexandermarsch» до балету Дюпорта «Der blode Ritter»[518].
- Anh 12: Марш для фортепіано до мажор «Pariser Einzugsmarsch»[519].
- Anh 13: Траурний марш для фортепіано фа мінор «Trauermarsch»[520].
- Anh 14: Шість вальсів для фортепіано:

1. Вальс для фортепіано ля-бемоль мажор «Sehnsuchtwalzer»[521];
2. Вальс для фортепіано фа мажор «Schmerzenwalzer»[522];
3. Вальс для фортепіано мі-бемоль мажор «Hoffnungswalzer»[523];
4. Вальс для фортепіано ля мажор «Geisterwalzer»[524];
5. Вальс для фортепіано фа мажор[525];
6. Вальс для фортепіано ре мажор[526].

- Anh 15: Вальс для фортепіано фа мажор «Glaube, Liebe, und Hoffnung» «Farewell to the Piano»[527].
- Anh 16: Чотири вальси для фортепіано:

1. Вальс для фортепіано до мажор «Jubelwalzer»[528];
2. Вальс для фортепіано сі мажор «Gertruds Traumwalzer»[529];
3. Вальс для фортепіано сі мажор «Sonnenscheinwalzer»[530];
4. Вальс для фортепіано ля-бемоль мажор «Mondscheinwalzer»[531].

- Anh 17: Вступ і вальс для фортепіано фа мажор (Klavierstück)[532].
- Anh 18: Пісня для голосу i фортепіано ля-бемоль мажор «An Sie» або «Nachruf»[533].

#### Праці з нумерацією Гесса (H)
Ці твори пронумеровані Віллі Гессом. Багато праць в каталозі Гесса мають також номери WoO; такі твори в цьому розділі не подані.
- H 12: Концерт для гобою з оркестром фа мажор (1793). (не зберігся)
- H 13: Романс для фортепіано, флейти і фаготу з оркестром мі мінор (1786).
- H 15: Концерт для фортепіано № 6 ре мажор (1815). (незавершене)
- H 19: Квінтет для валторн, гобою і фаготу мі-бемоль мажор (1786). (фрагмент)
- H 28: Частина для струнного тріо ля-бемоль мажор (1797). (друга версія тріо для op. 9 № 1.)
- H 29: Прелюдія і Фуга для струнного квартету мі мінор (1795).
- H 30: Прелюдія і Фуга для струнного квартету фа мажор (1795).
- H 31: Прелюдія і Фуга для струнного квартету до мажор (1795).
- H 33: Менует для струнного квартету ля-бемоль мажор (1792). (1 версія квартету op. 14 № 1.)
- H 34: Струнний квартет фа мажор (1802).

- H 36: Фуга для струнного квартету на тему з увертюри Генделя «Solomon» (1798).
- H 38: Фуга для струнного квінтету сі мінор (1902). (аранжування твору Баха) ⇒
- H 39: Струнний квінтет фа мажор (відомий лише з посмертних листів.)
- H 40: Частина для струнного квінтету ре мінор (1817). (можливо мало бути прелюдією до фуги)
- H 46: Соната для скрипки і фортепіано ля мажор (1792). (фрагмент)
- H 48: Allegretto для фортепіанного тріо мі-бемоль мажор (1792).

- H 64: Фуга для фортепіано до мажор (1795).
- H 65: Фрагмент концерту для фортепіано solo до мажор (1821). (з фортепіанного концерту № 3 op. 37)
- H 68: Австрійський народний танець (Lendler) для фортепіано до мінор (1803). ⇒
- H 69: Багатель для фортепіано до мінор (1794).
- H 87: Марш для фортепіано «Grenadiermarsch» (1798). (Марш для 6 духових WoO 29 перекладений для фортепіано)
- H 88: Менует для фортепіано ля-бемоль мажор (1792). (див. також: Op. 14 № 1 i Hess 33)
- H 89: Музика до балету «Ritterballet» (1791). (фортепіанне перекладення WoO 1.)
- H 90: Балетна музика для фортепіано «Творіння Прометея» (1801). (фортепіанне перекладення Op. 43).
- H 91: Пісня для сопрано, хору і фортепіано «Opferlied» (1825). (аранжування Op. 121b. Див. також: WoO 126 i Hess 145)
- H 92: Bundeslied для сопрано, хору i фортепіано (1825). (фортепіанне перекладення Op. 122.)
- H 93: Пісня ля мажор «Freudvoll und Leidvoll» (1810). (Див. також: Op. 84.)
- H 97: Фортепіанне перекладення «Перемоги Веллінгтона» (1816). (Див.: Op. 91 i Hess 108)
- H 99: Військовий марш для фортепіано фа мажор ""Yorck'cher Marsch (1810). (фортепіанне перекладення WoO 18.)
- H 107: Марш гренадерів для механічного годиннику фа мажор «Grenadiermarsch» (1798). (аранжування WoO 29.)
- H 108: «Перемога Веллінгтона» (1813). (аранжування для пангармоніки. Див.: Op. 91 i Hess 97.)
- H 115: Музика до драми для оркестру, хору і голосу «Vesta's Feuer» (1803). (фрагмент першої сцени опери)
- H 118: Увертюра до мажор «Освячення дому» (1812). (Hess 118 включає: Op. 124, Op. 114, WoO 98 i фрагменти Op. 113.)
- H 133: Народна пісня для голосу і фортепіанного тріо «Das liebe Kätzchen» (Austrian) «Unsa Kaz had Kazln g'habt» (1820).
- H 134: Пісня для голосу і фортепіанного тріо «Der Knabe auf dem Berge» (Austrian); «Duart ob'n af'm Beargerl gu gu» (1820).
- H 137: Пісня «Ich wiege dich in meinem Arm» (1795). (загублено)
- H 139: Пісня «Minnesold von Burger, in Tönen an Amenda ausbezahlt» (1799]]). (загублено)
- H 143: Пісня «An die Freude» (1799). (загублено)
- H 297: Adagio для трьох валторн фа мажор (1815).
- H 300: Ескіз до інструментального канону «Liebe mich, werter Weissenbach» (1820). (реконструюване)
- H 301: Ескіз до інструментального канону «Wähner, es ist kein Wahn» (1820). (незакінчено)

#### Твори з нумерацією Біамонті (Bia.)
Каталог Giovanniego Biamonti містить список 849 творів Beethowena. Багато творів того каталогу мають також номери за WoO або Hess. Є також менш важливі роботи (наприклад, завдання учням).
- Bia. 454: увертюра до опери Макбет (1810). (На основі ескізів. Незакінчено.)